# Biserica de lemn din Goiești

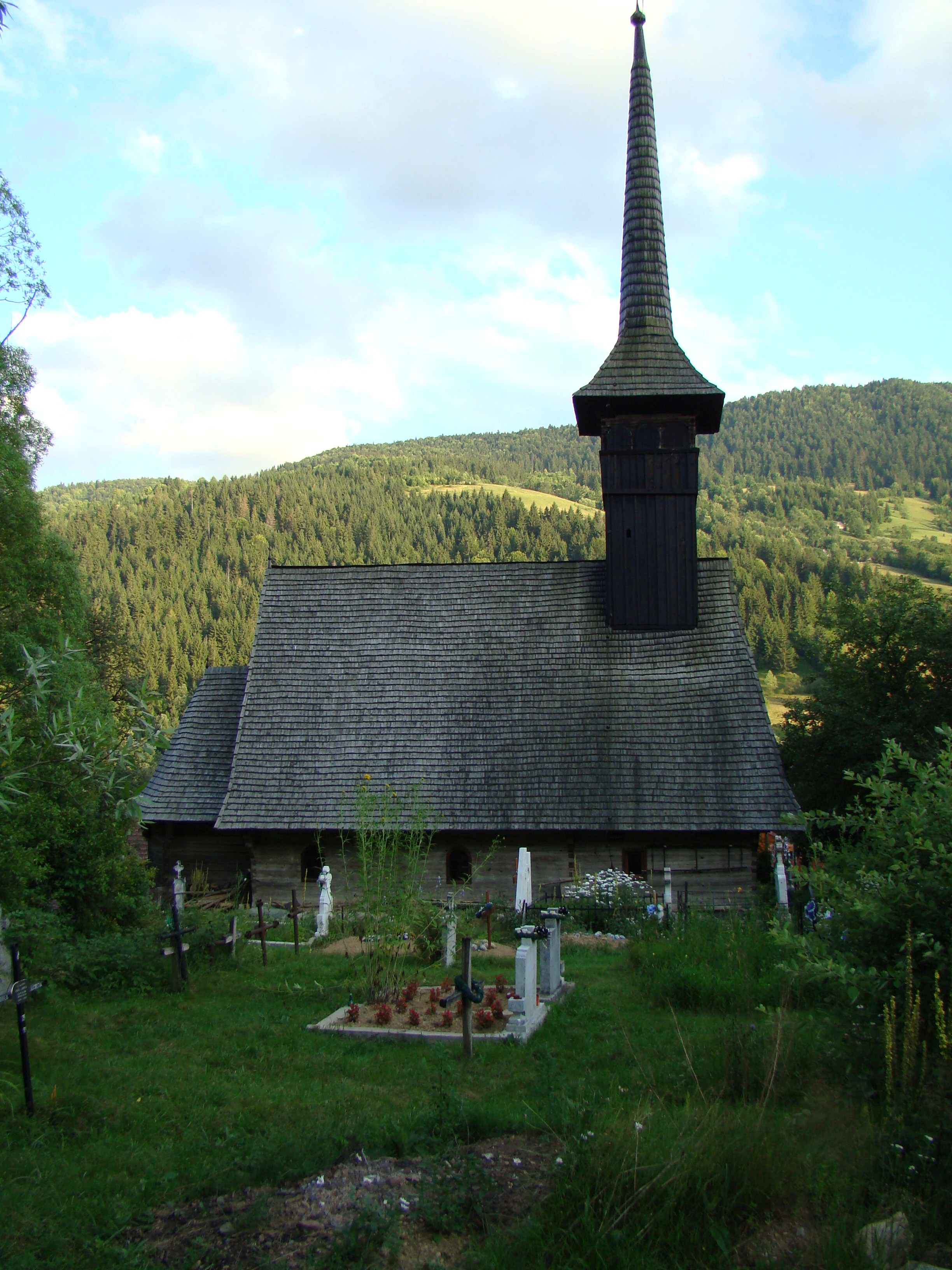
Biserica de lemn „Sfinții Trei Ierarhi” din Goieşti, comuna Vidra, județul Alba, foto: iulie 2009.

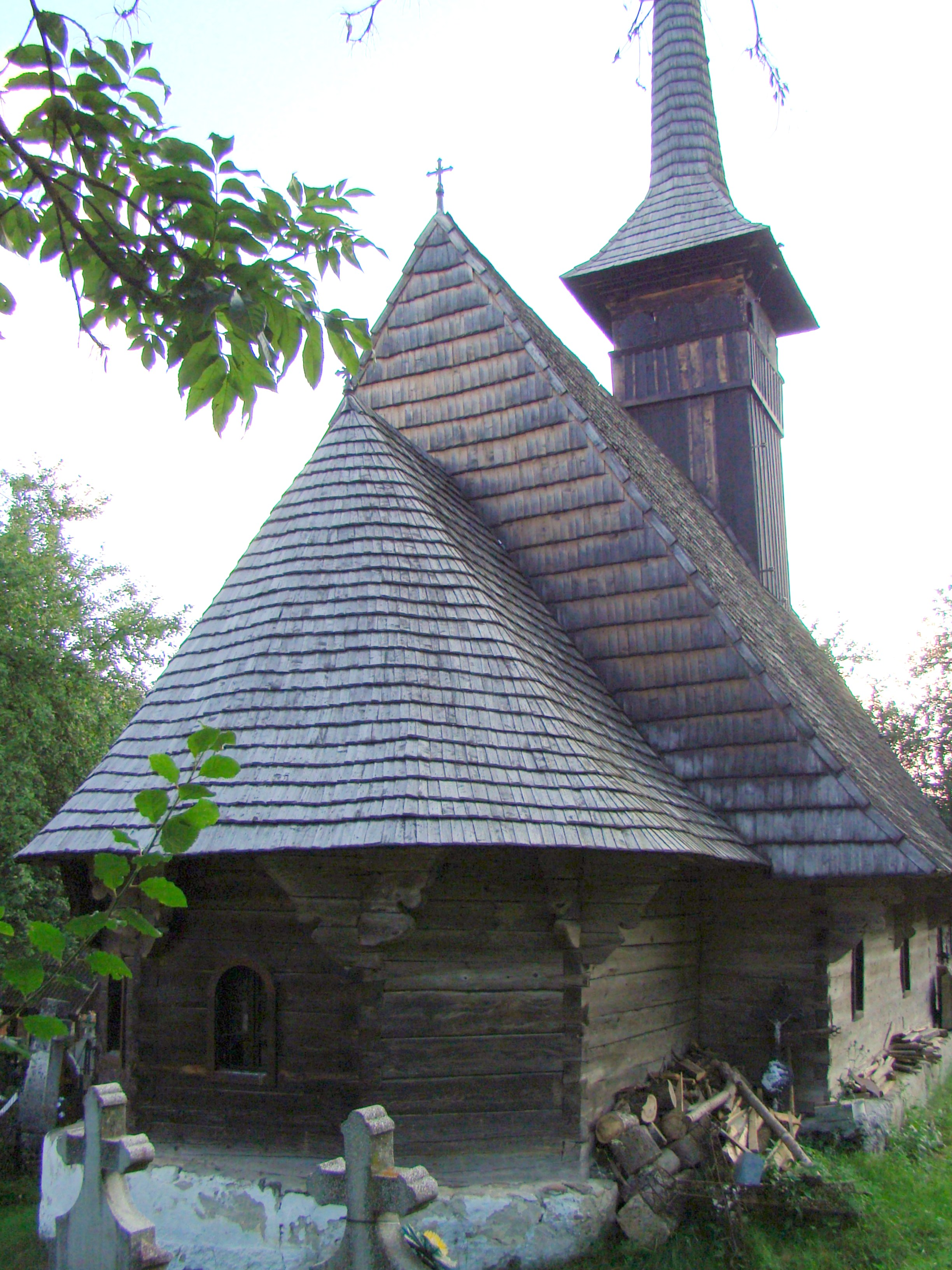

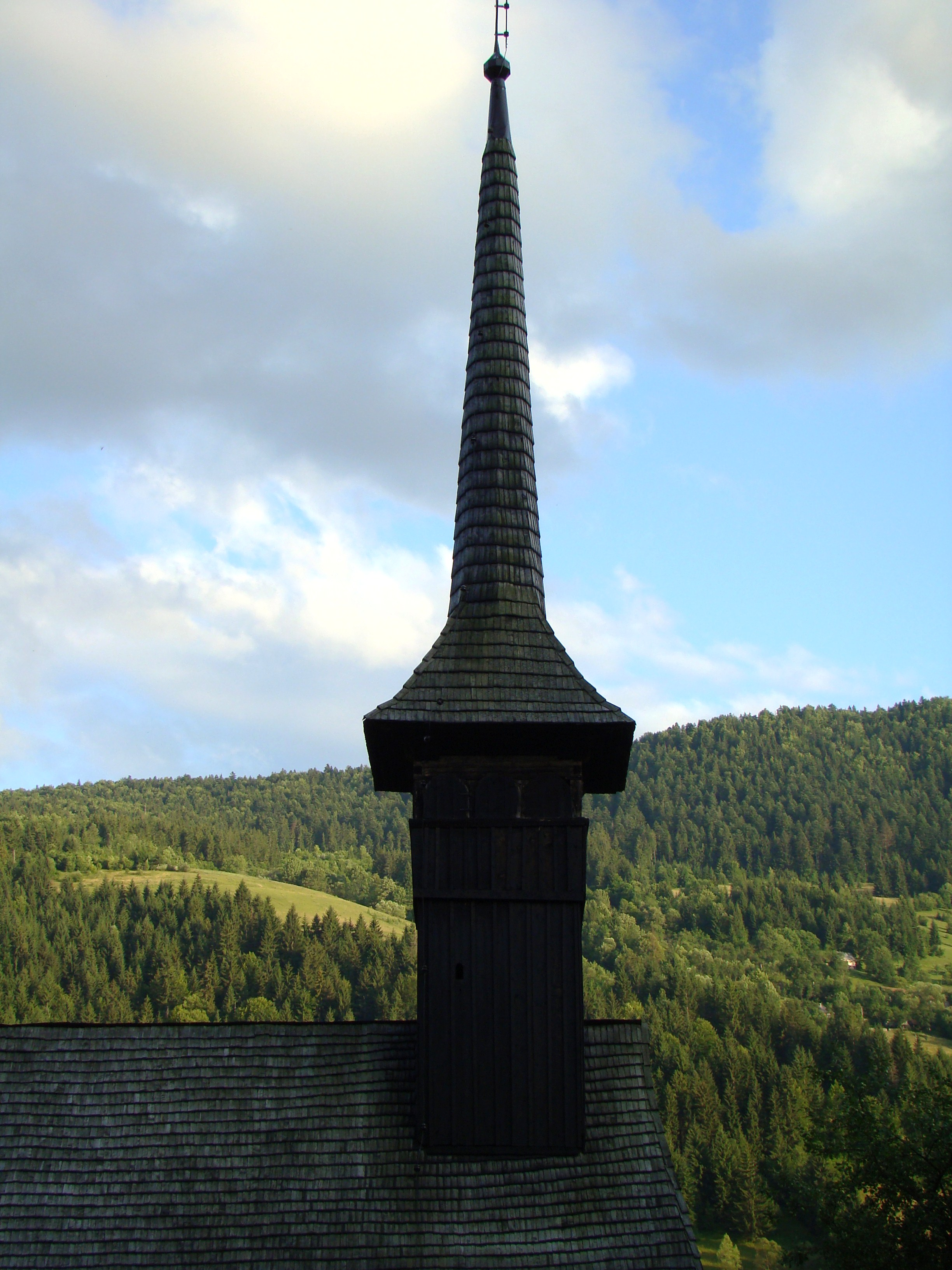

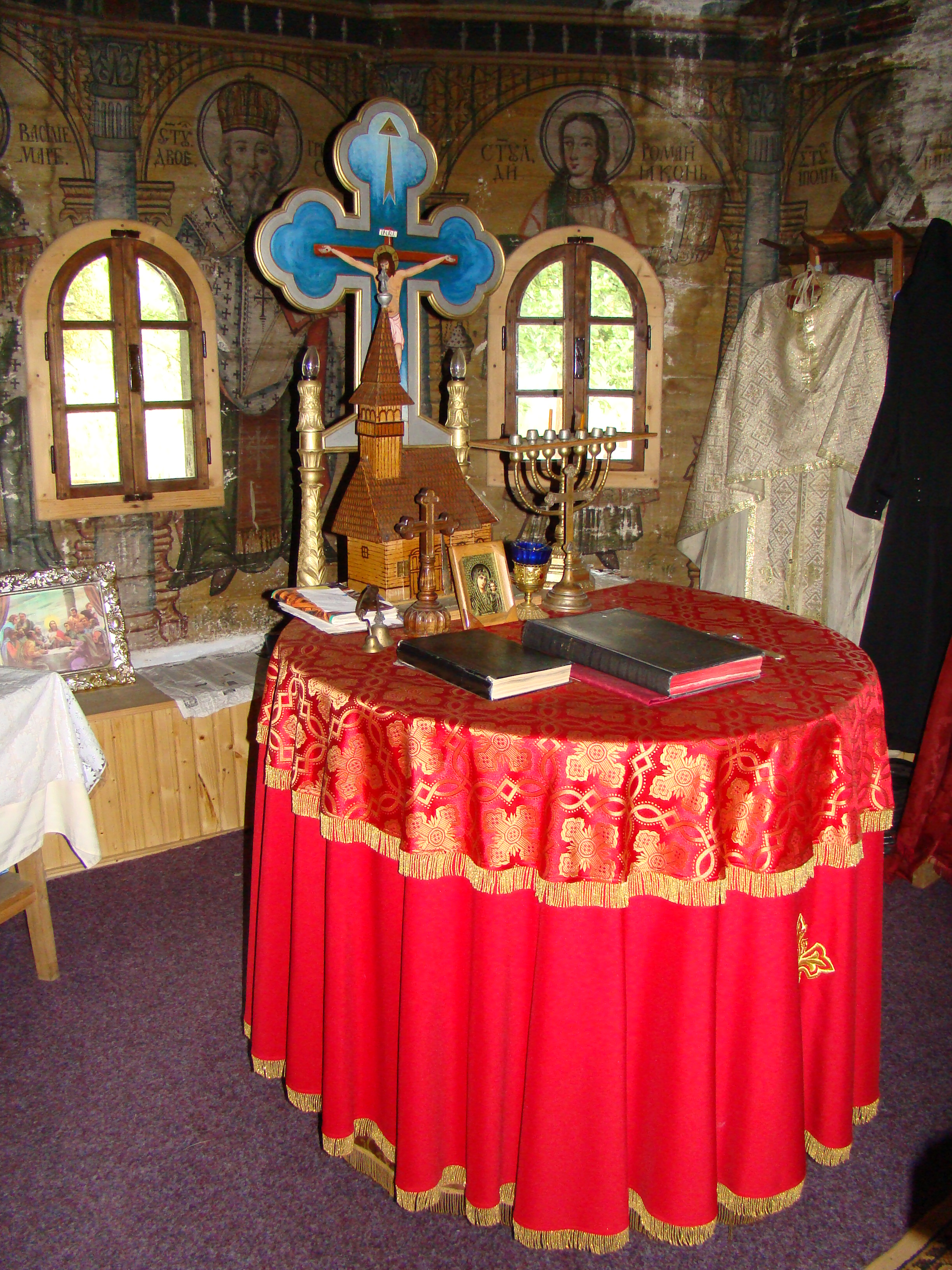

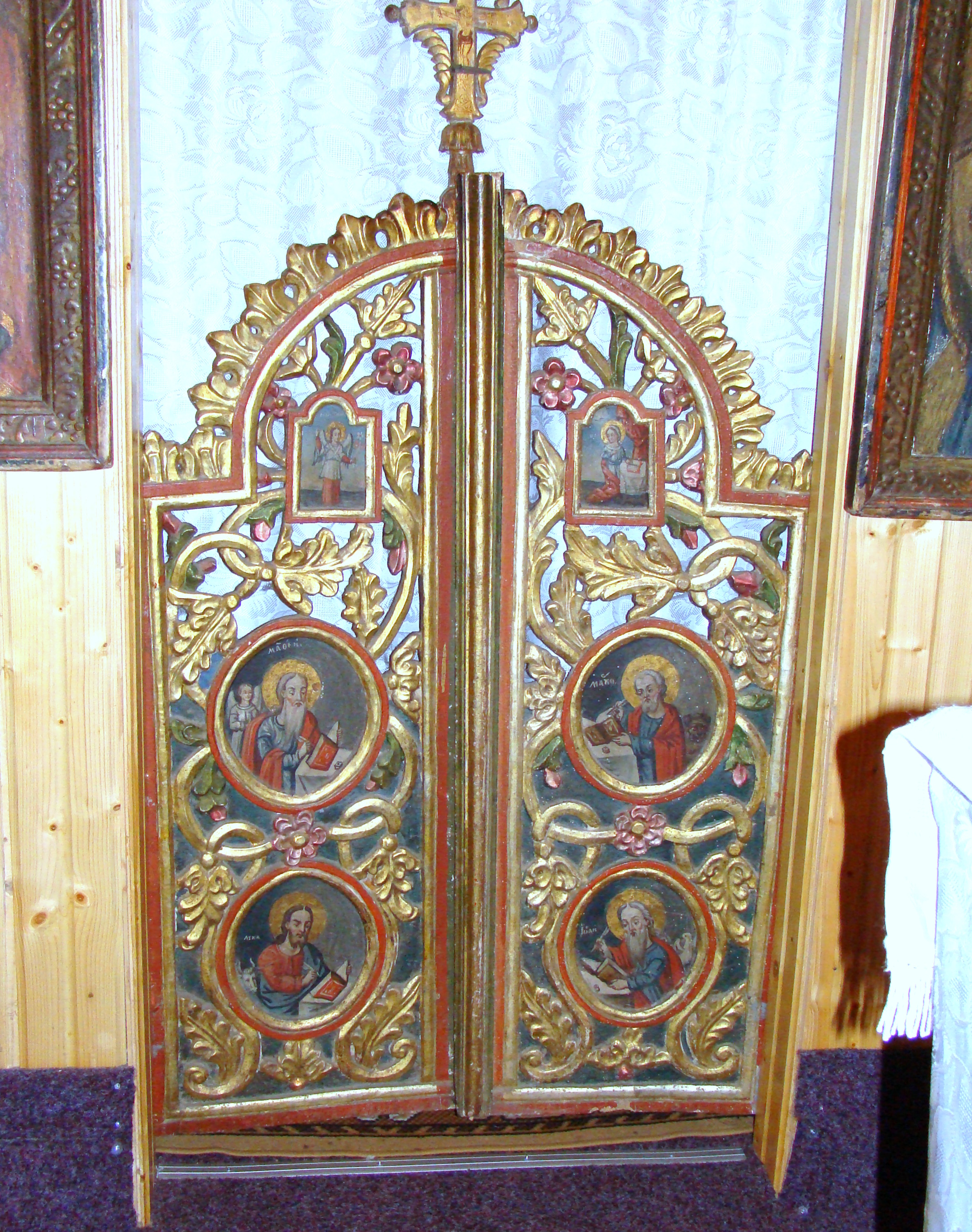

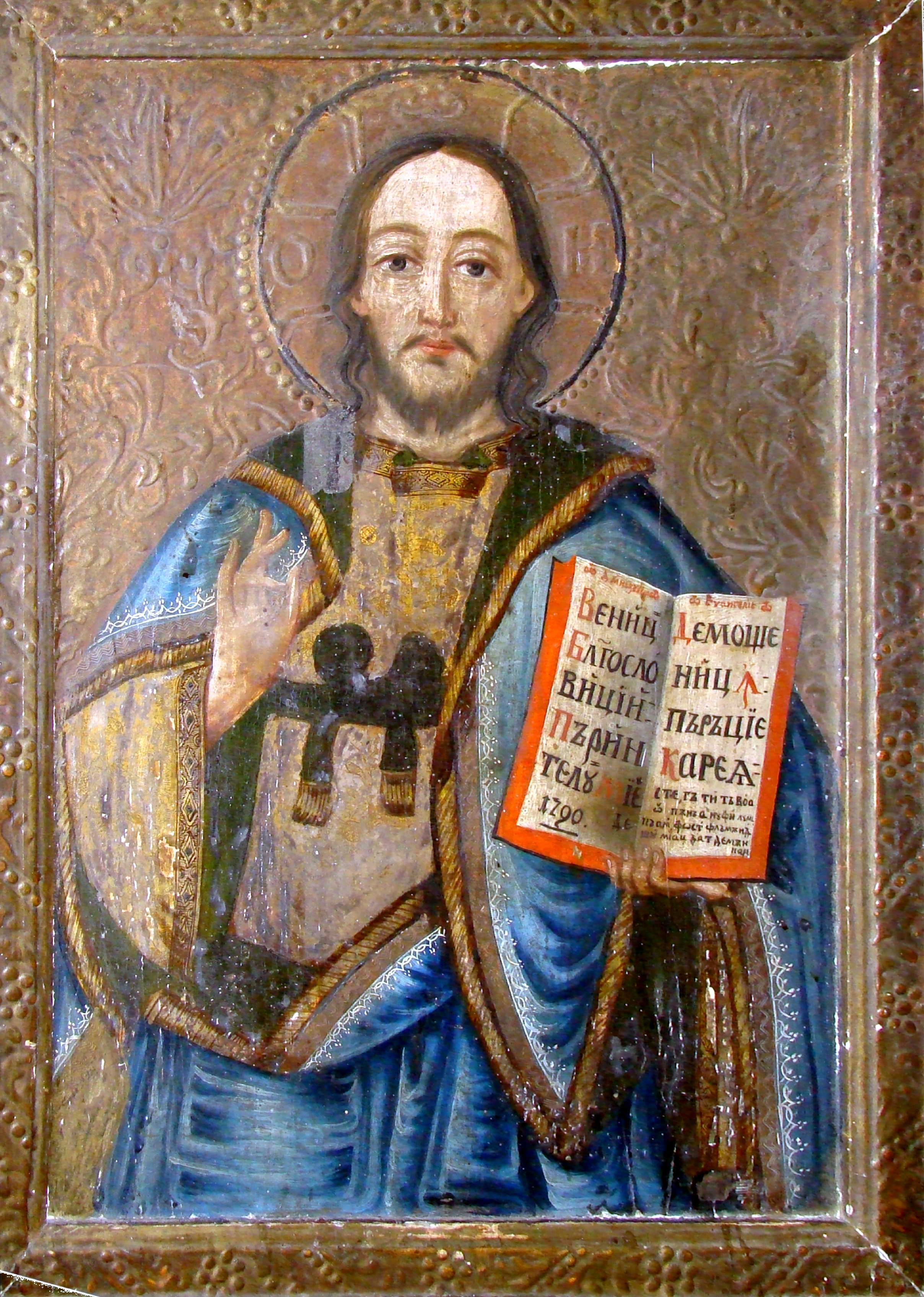

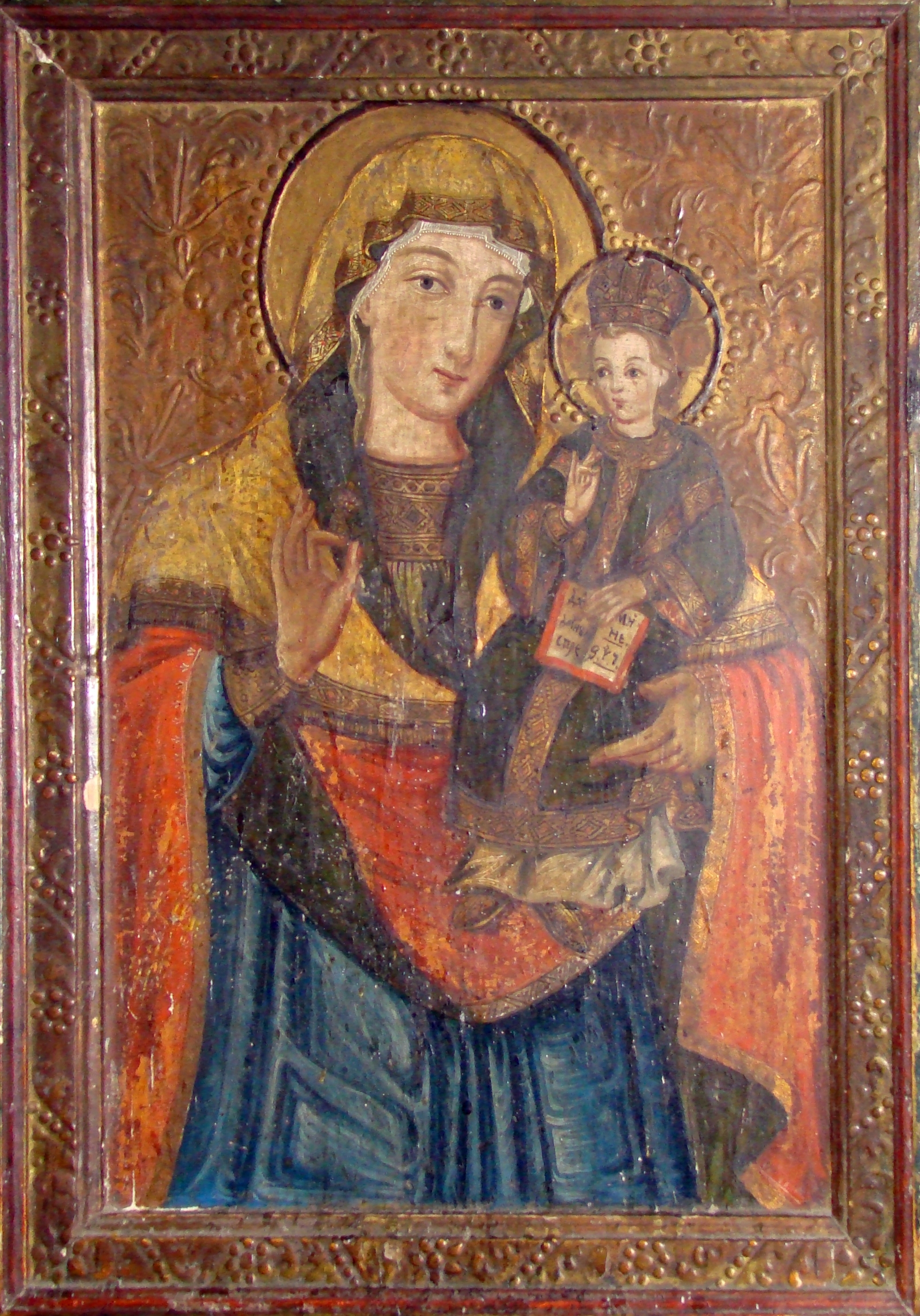

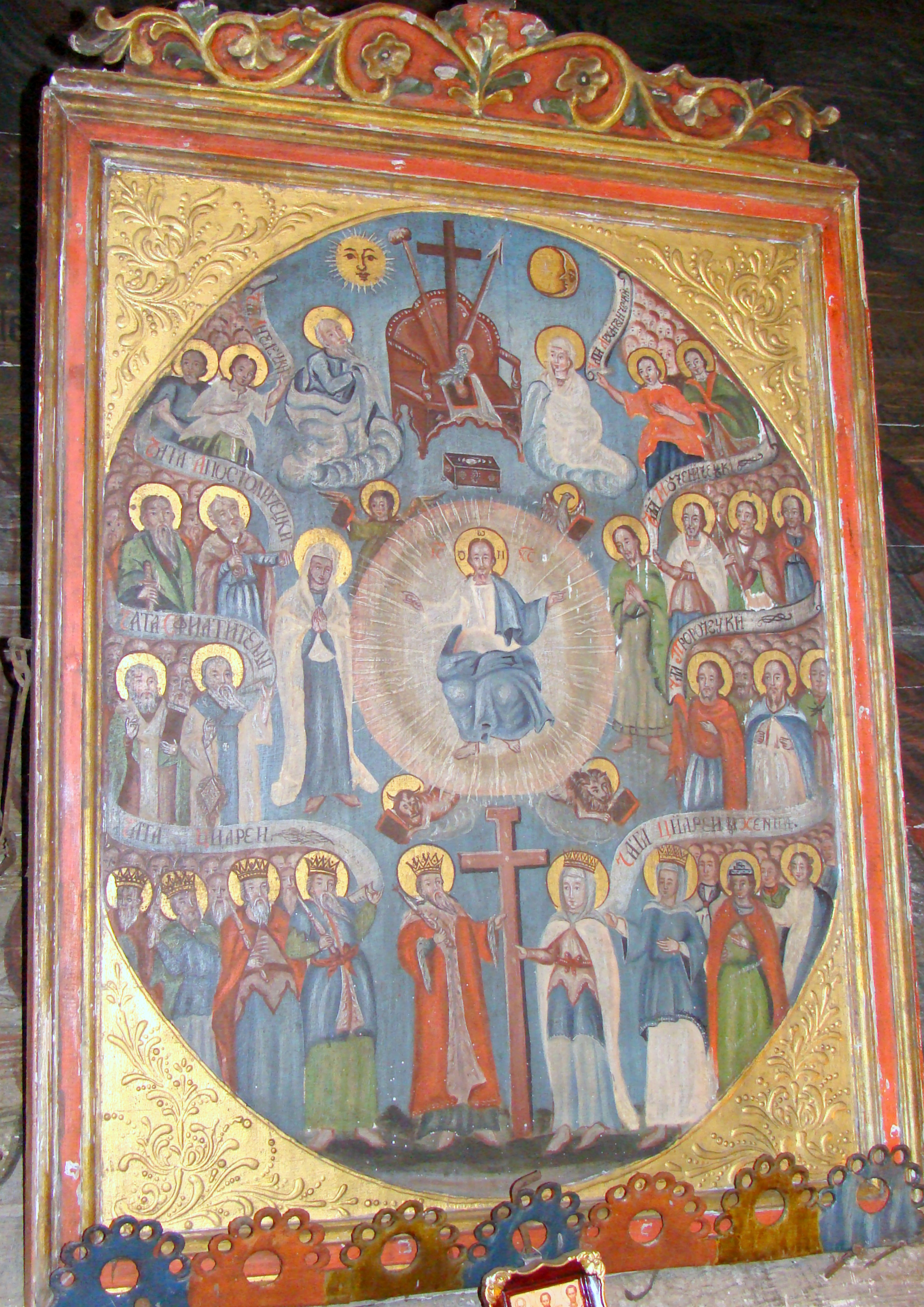

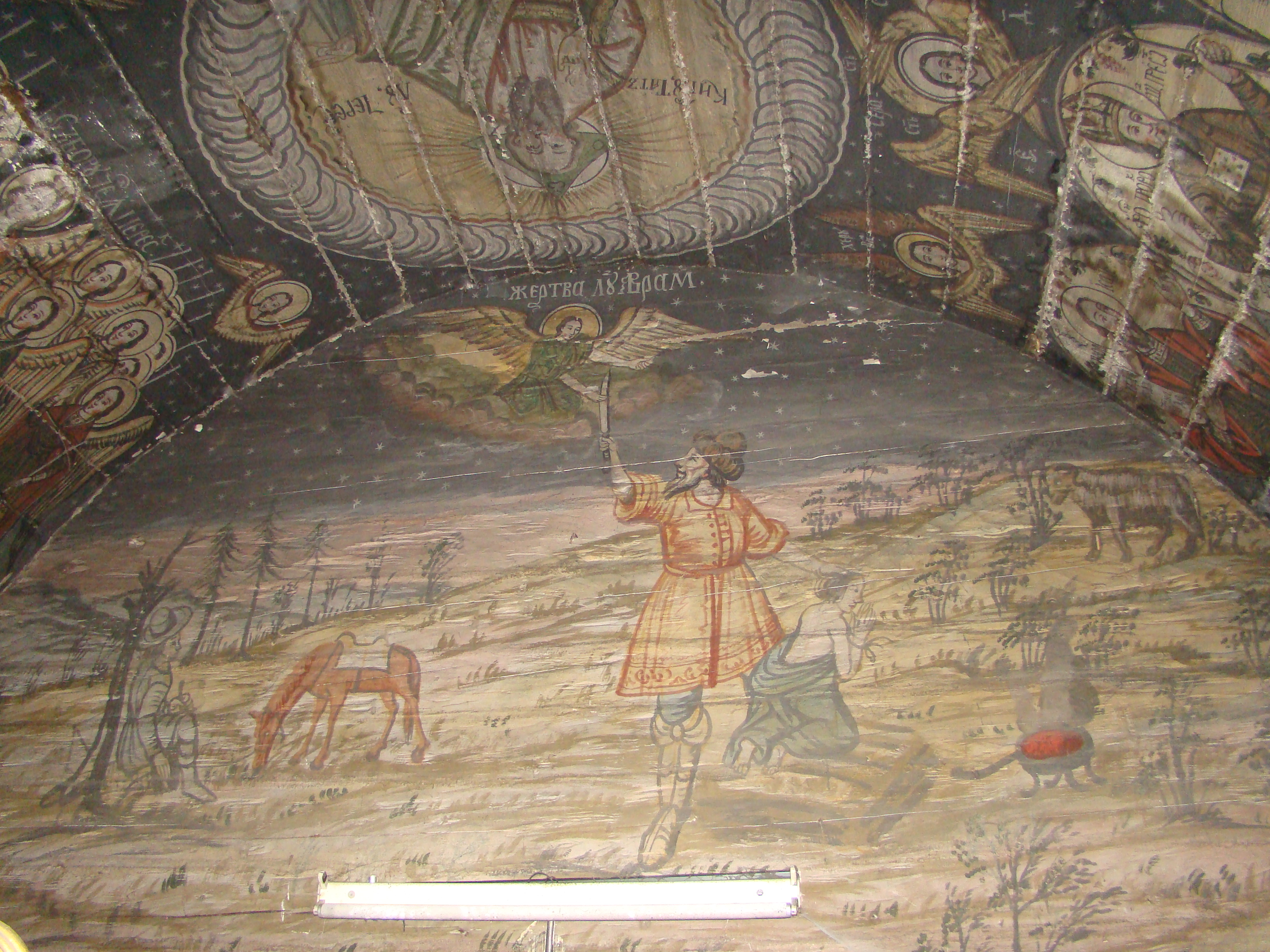

Biserica de lemn din Goiești, comuna Vidra, județul Alba, datează din secolul XVIII . Are hramul „Sfinții Trei Ierarhi”. Biserica se află pe noua listă a monumentelor istorice sub codul LMI:  AB-II-m-A-00232.

## Istoric
Biserica de lemn din Goiești este un lăcaș de cult înălțat în secolul al XVIII-lea (1712), construit după un plan simplu, cu naos și pronaos dreptunghiular și o absidă poligonală, decroșată, cu cinci laturi. Dacă naosul și altarul au fost acoperite cu o boltă semicilindrică, pronaosul a fost tăvănit, deasupra lui înălțându-se un turn zvelt, cu fleșă. 
Pictura din interior, realizată la 1791, an consemnat pe bolta naosului, a fost atribuită lui Simion Silaghi, din Abrud, asemenea icoanelor împărătești ale iconostasului realizate la 1790. Candelabrul din lemn este datat tot din 1791.

## Imagini din exterior

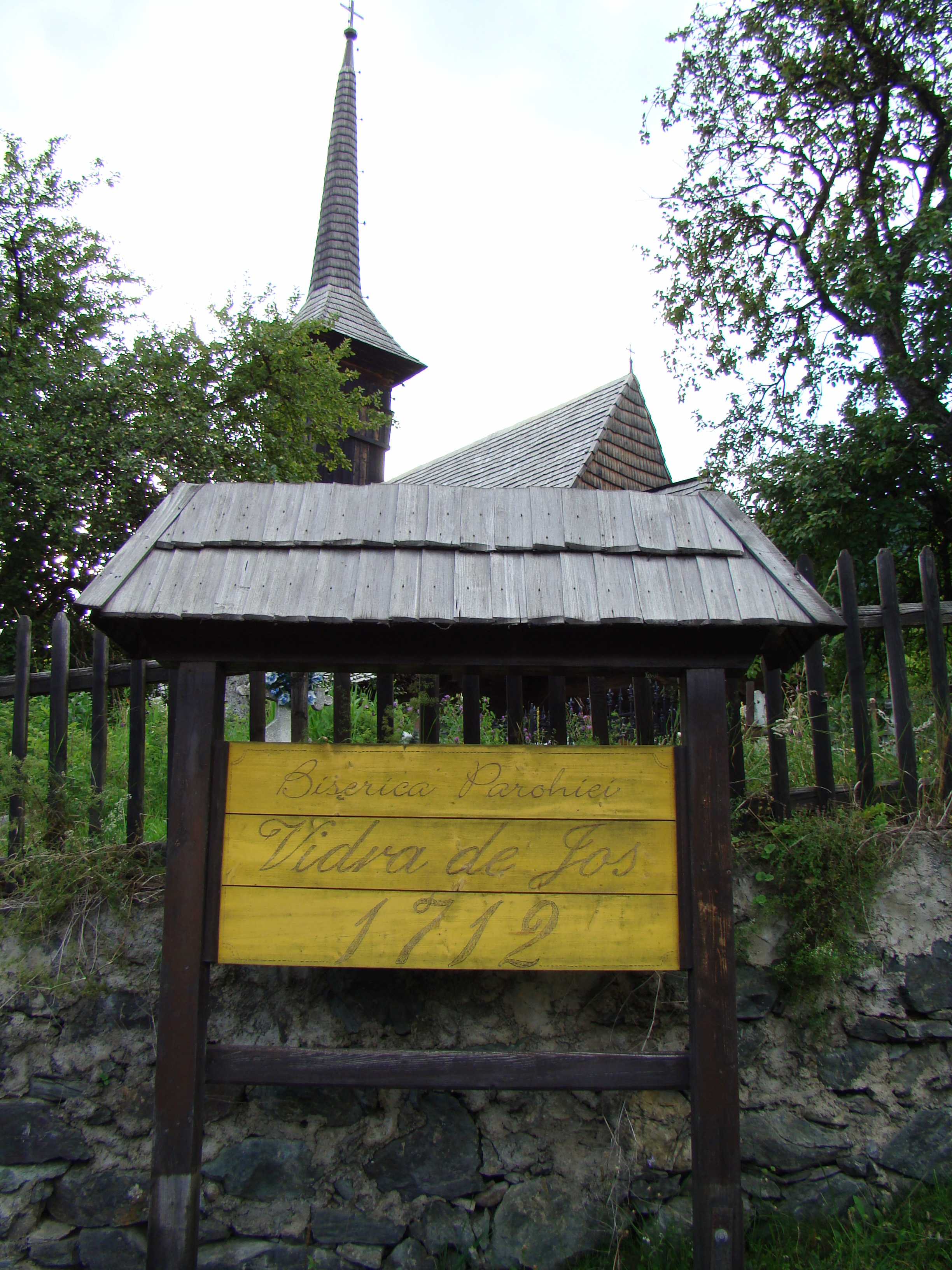
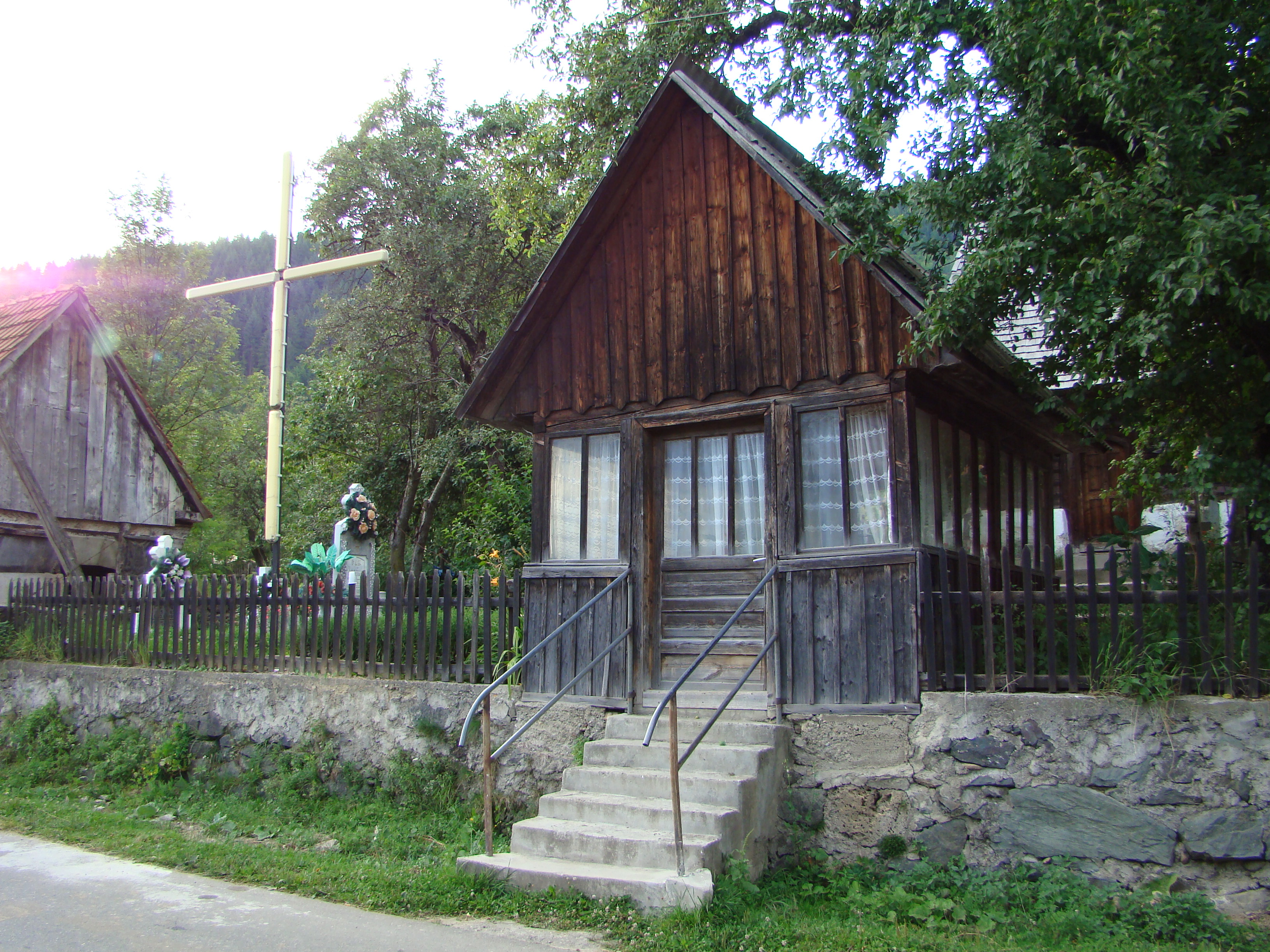
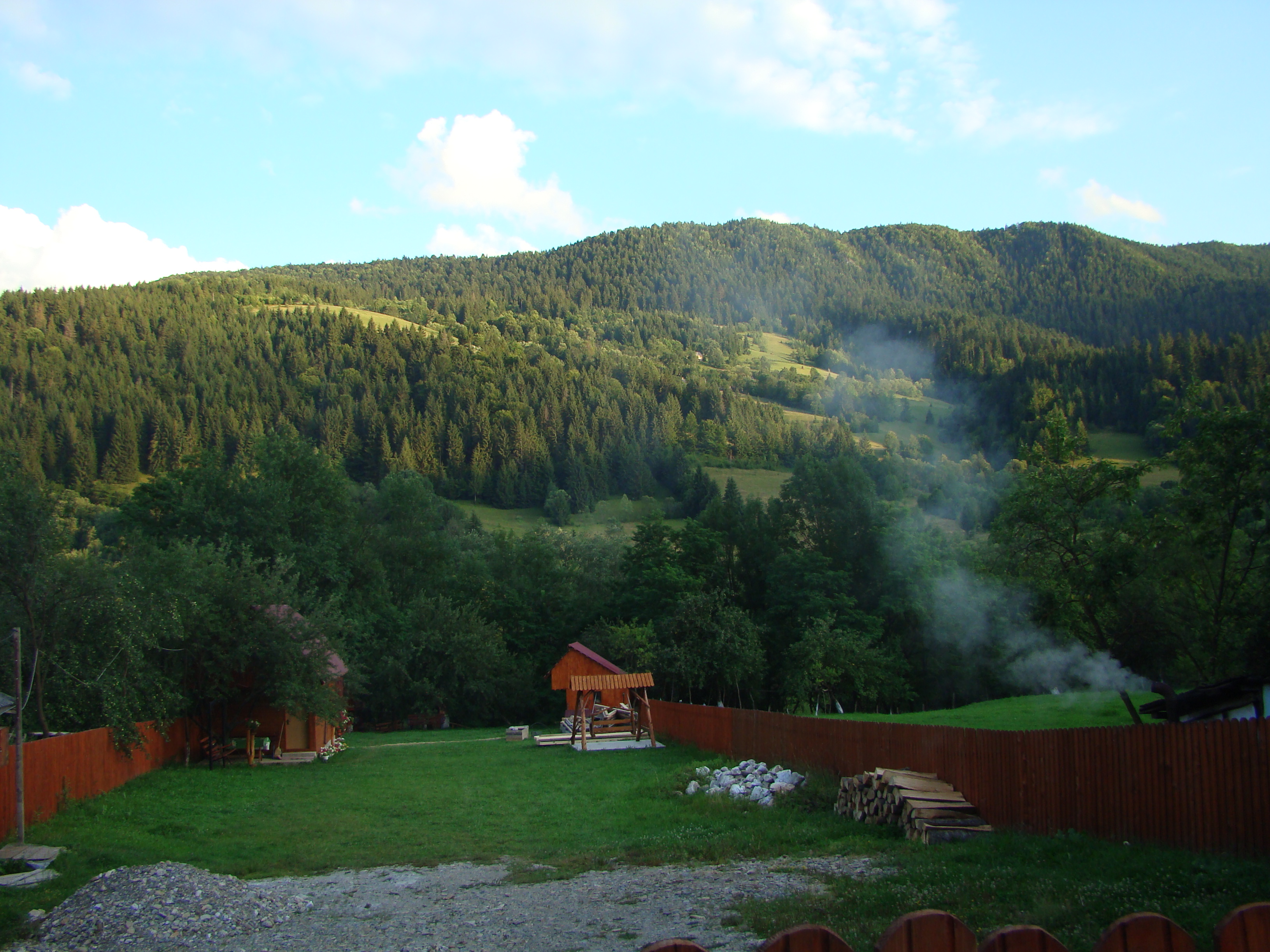
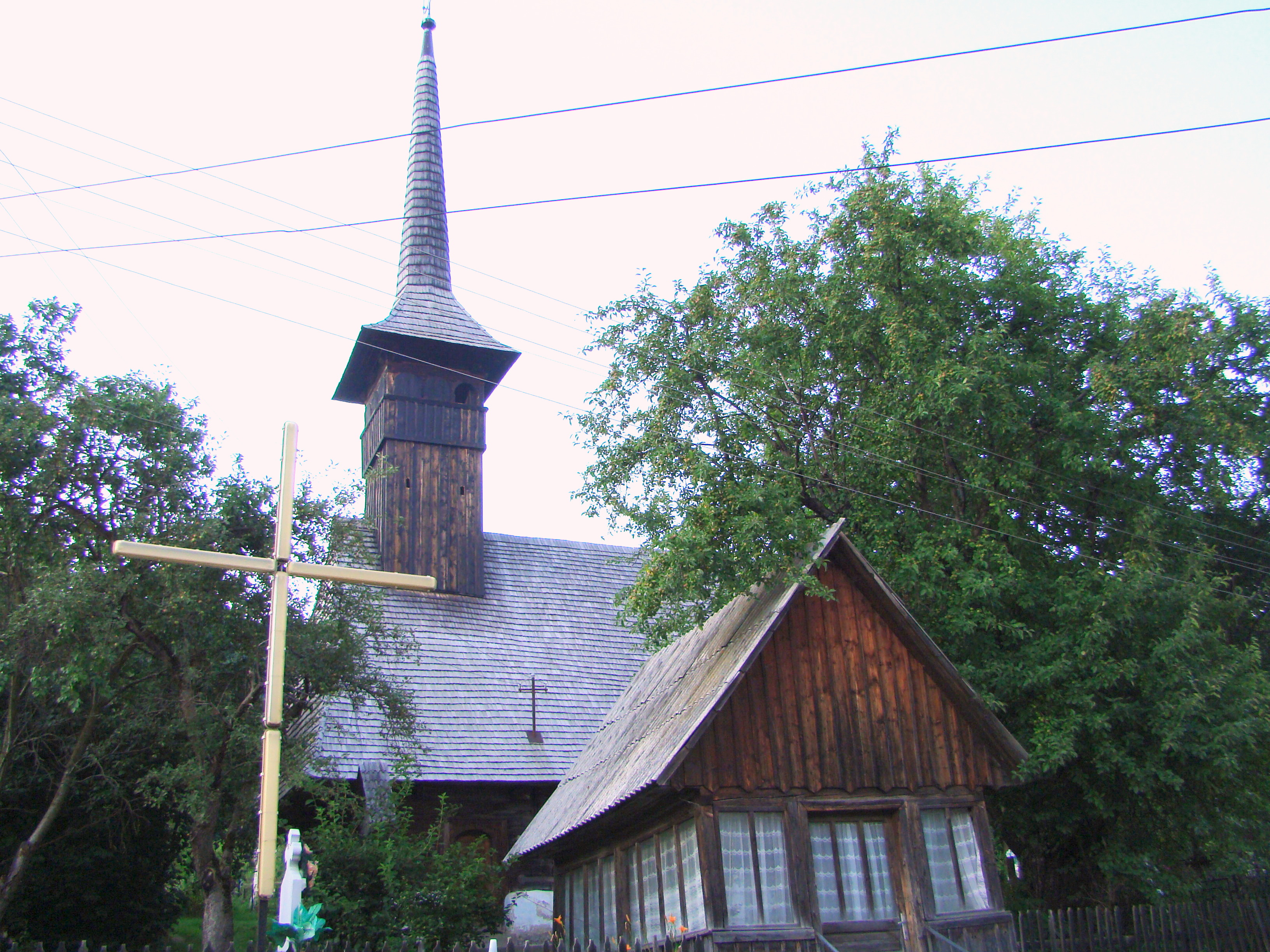
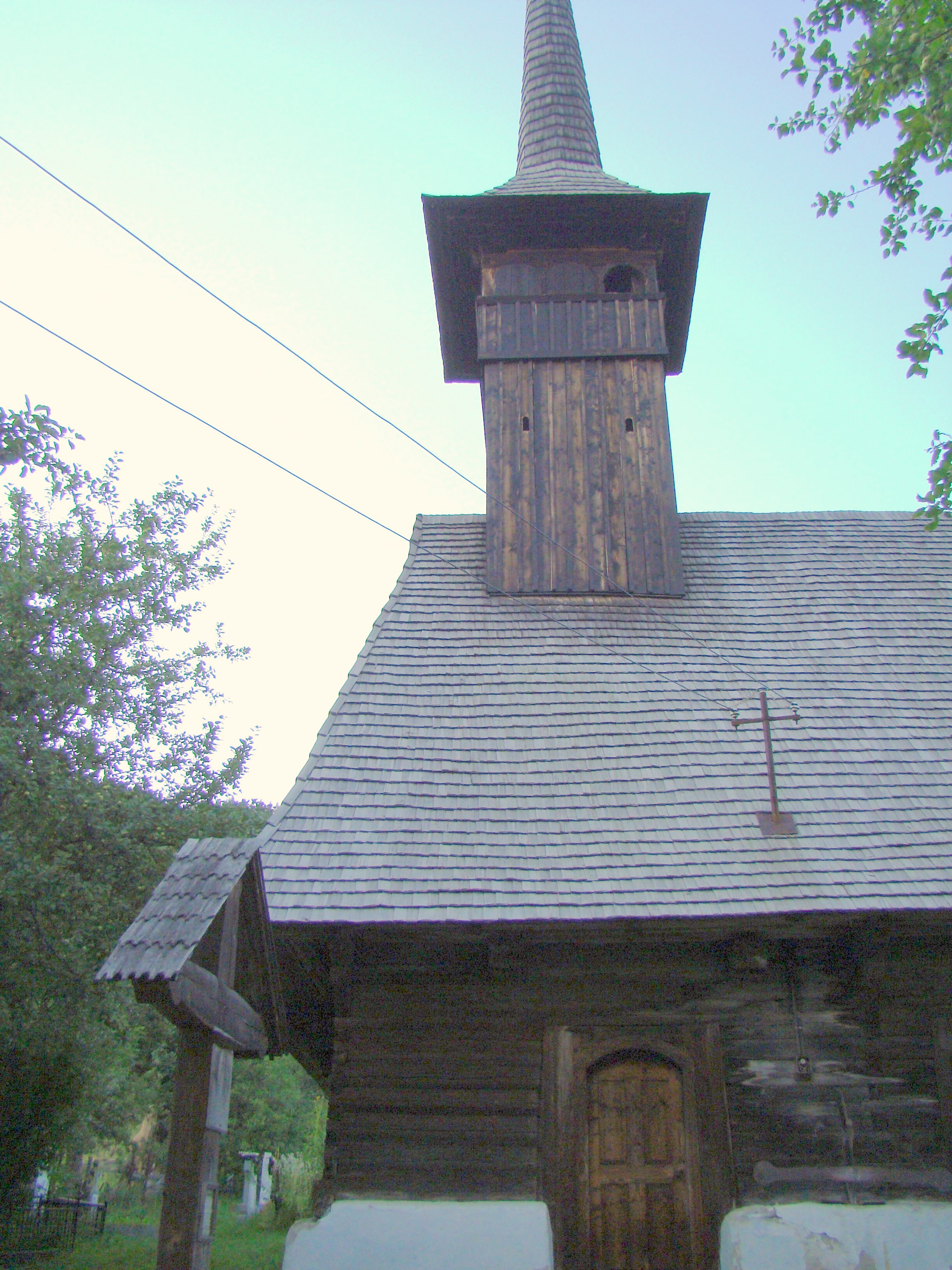
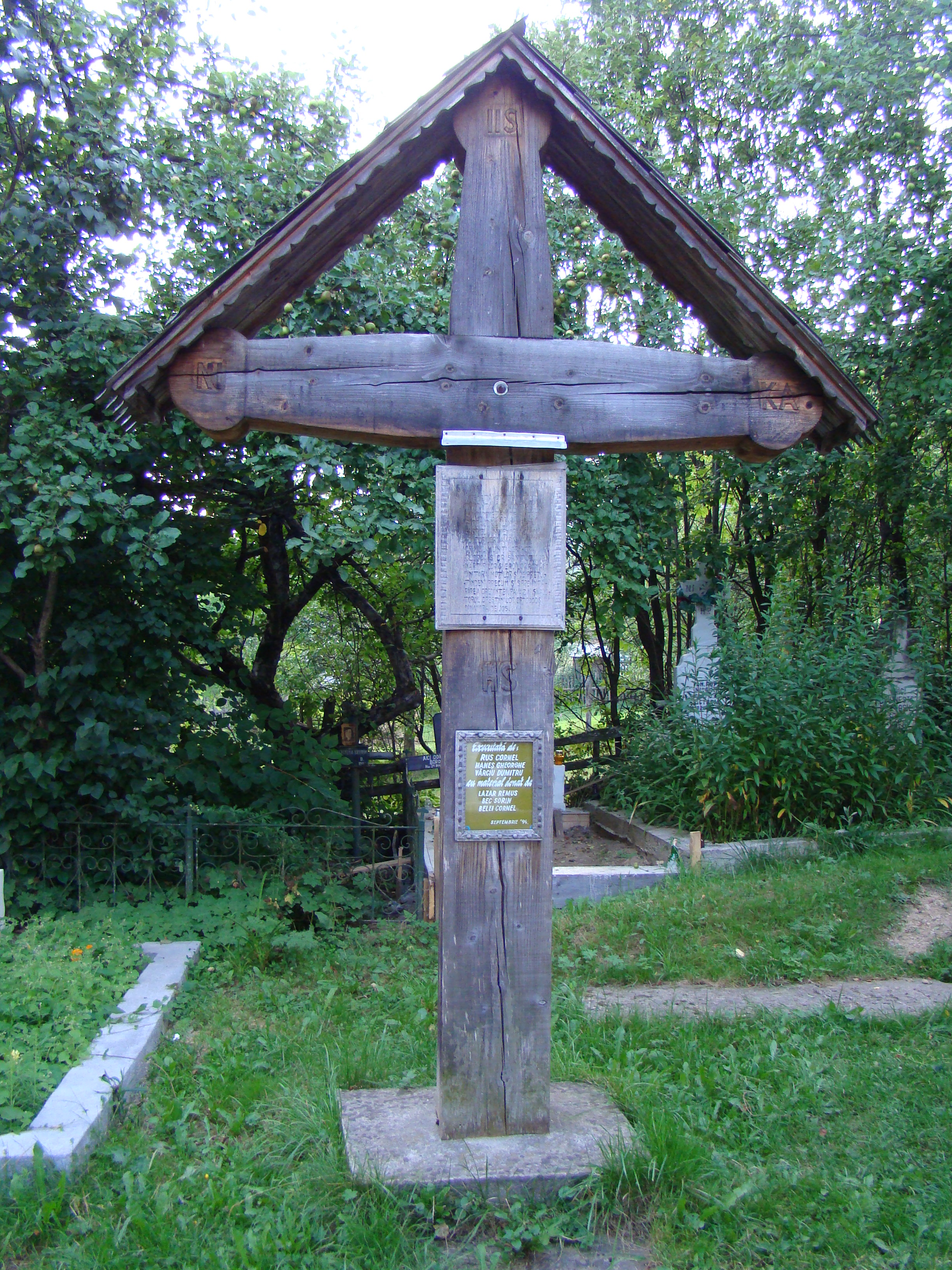
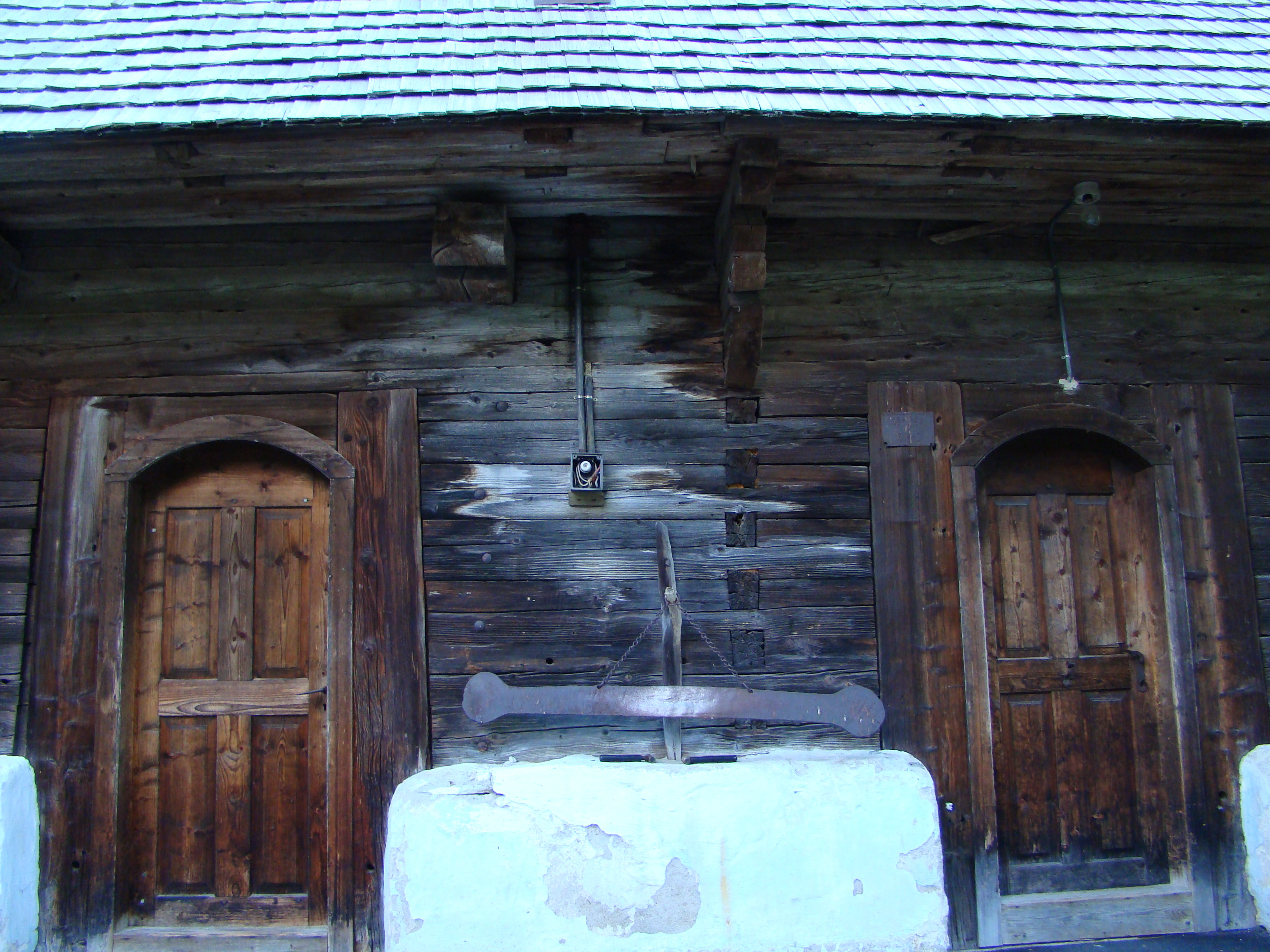
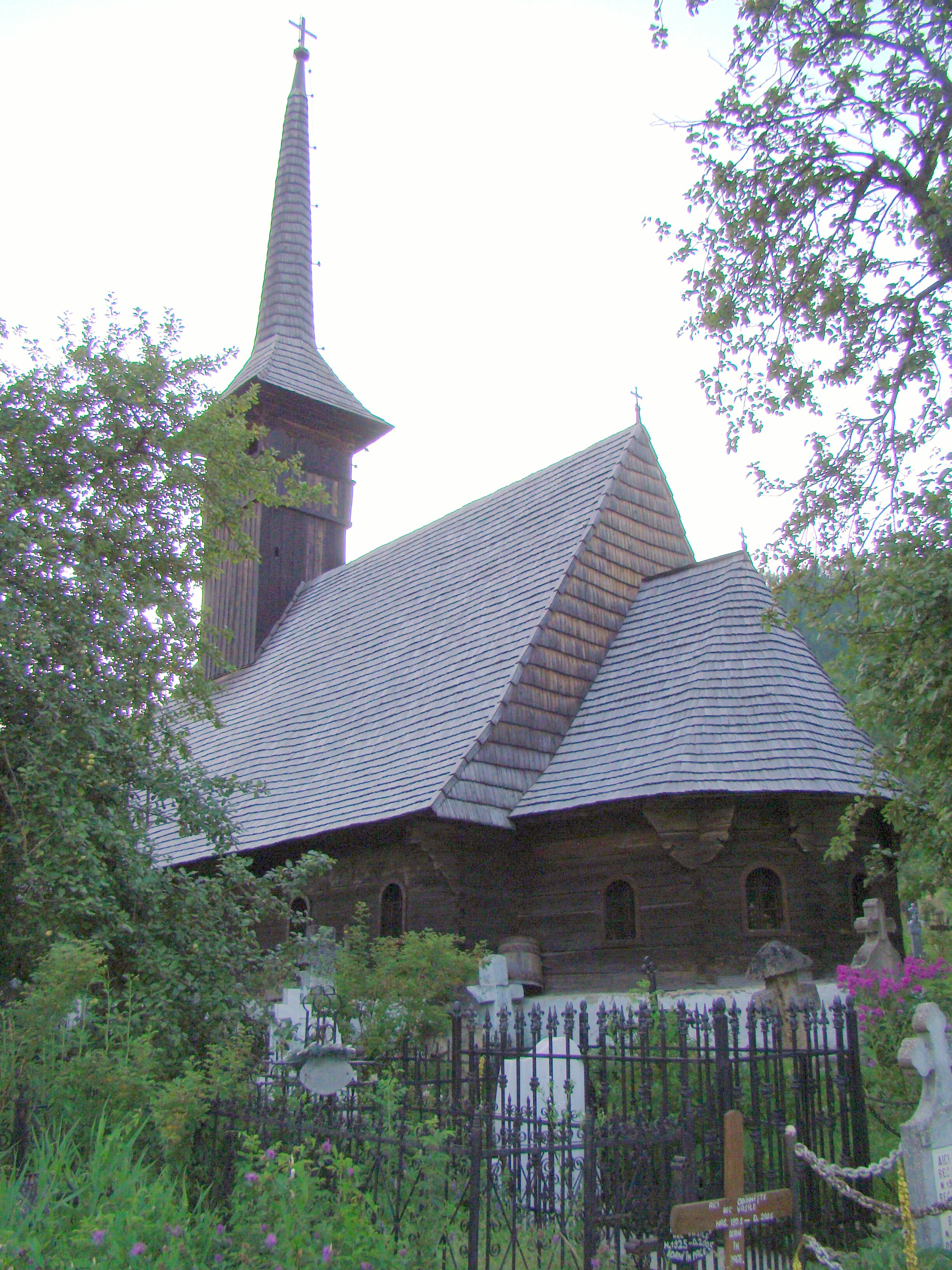
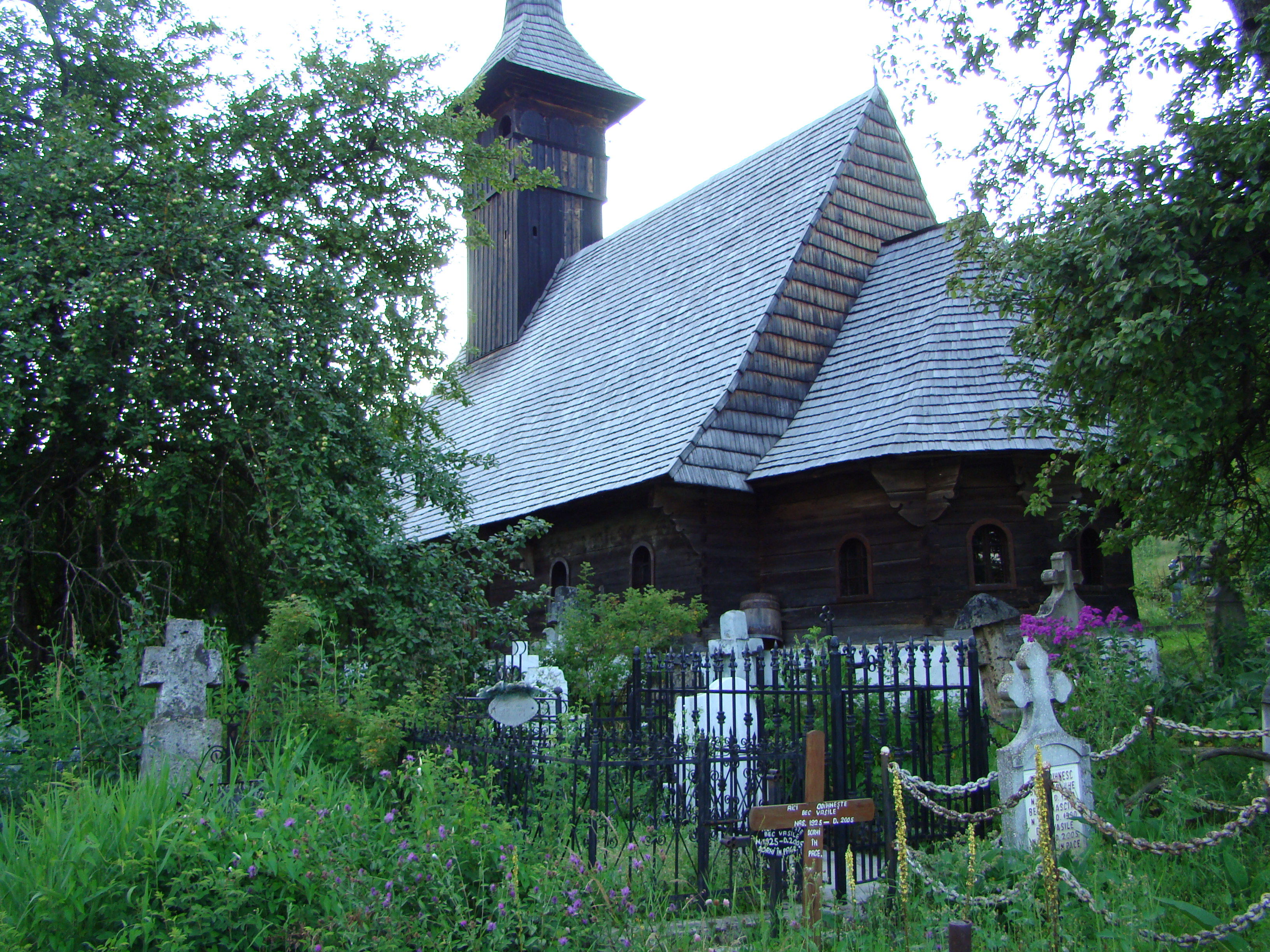
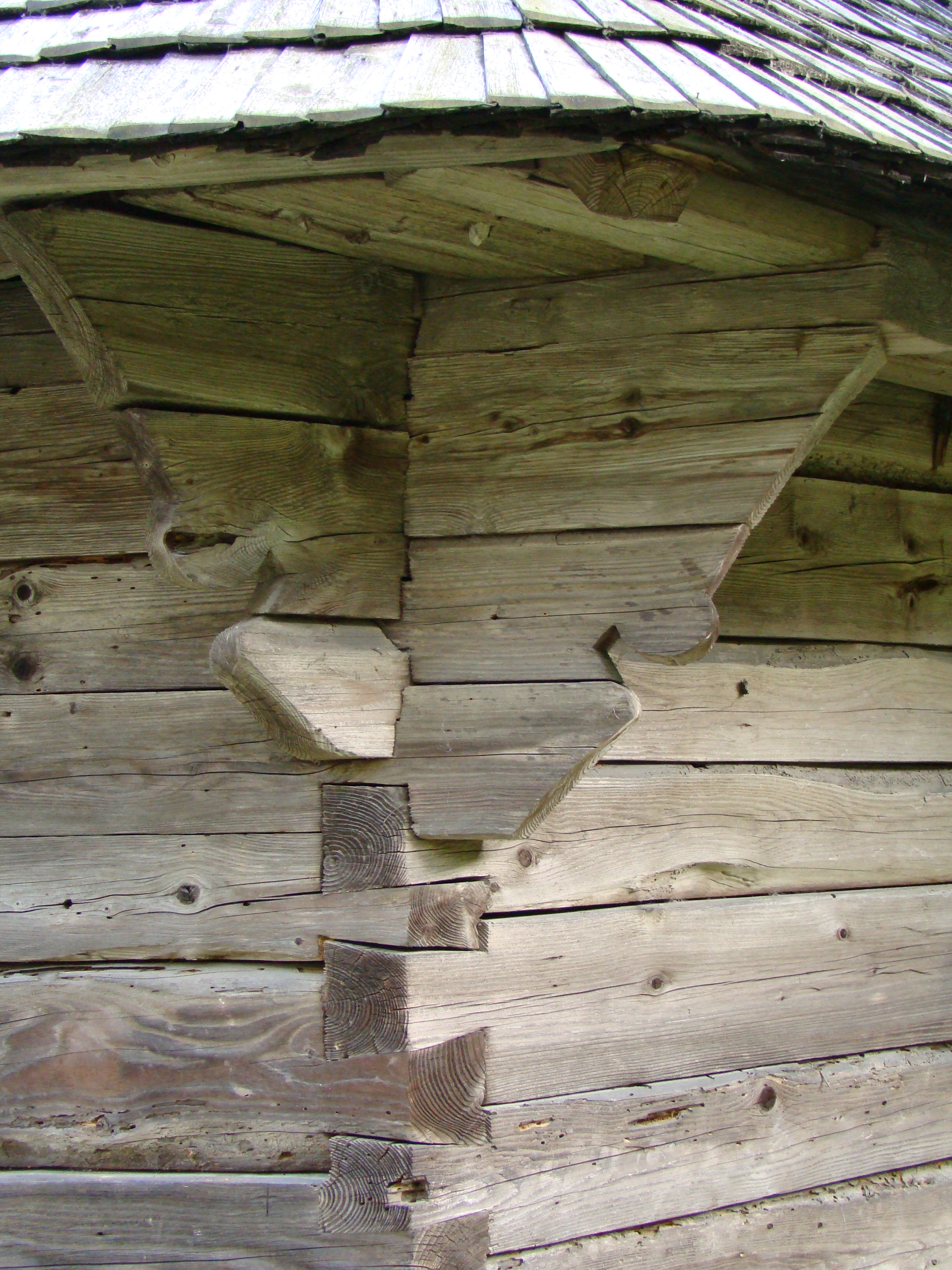
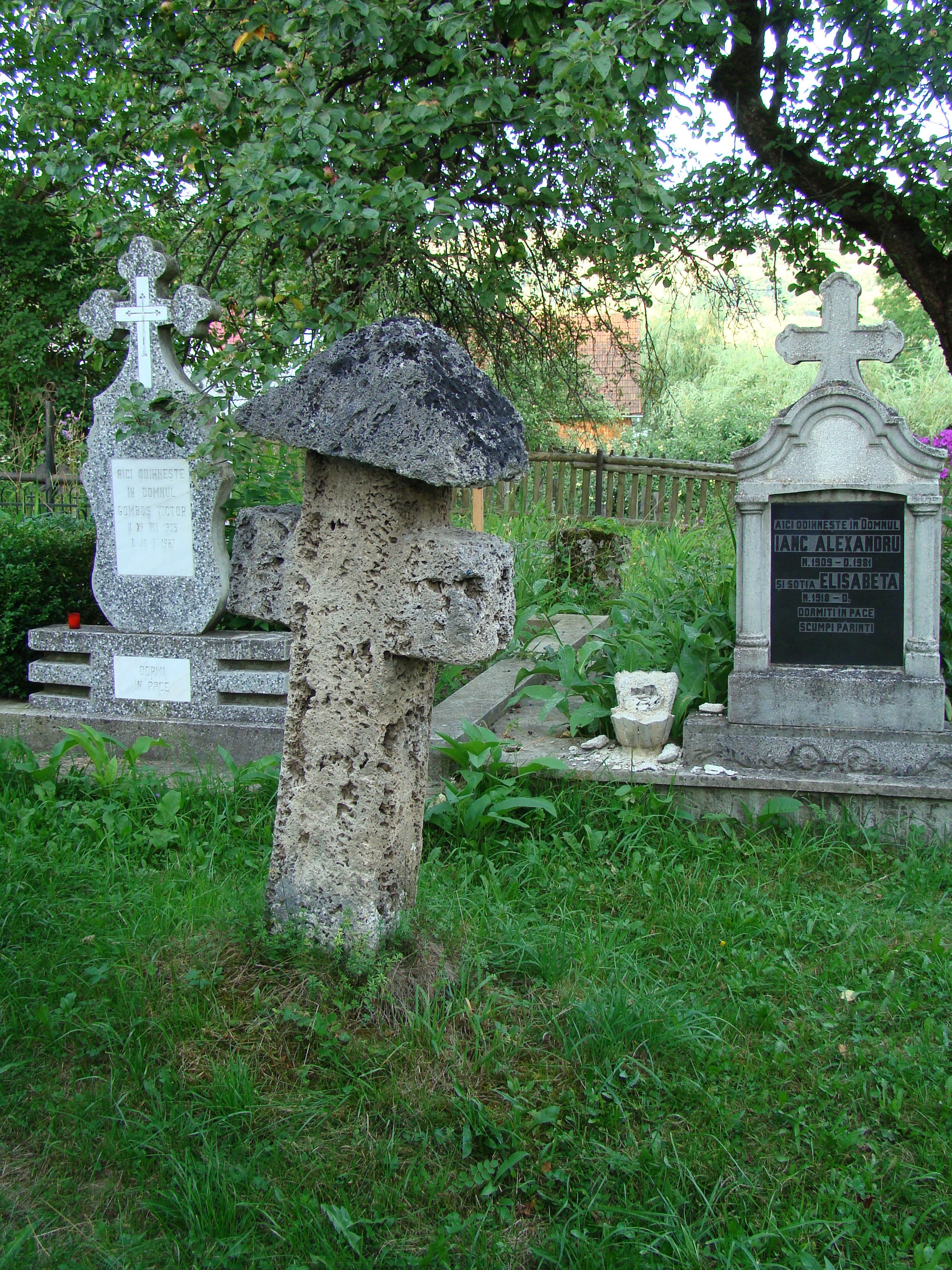
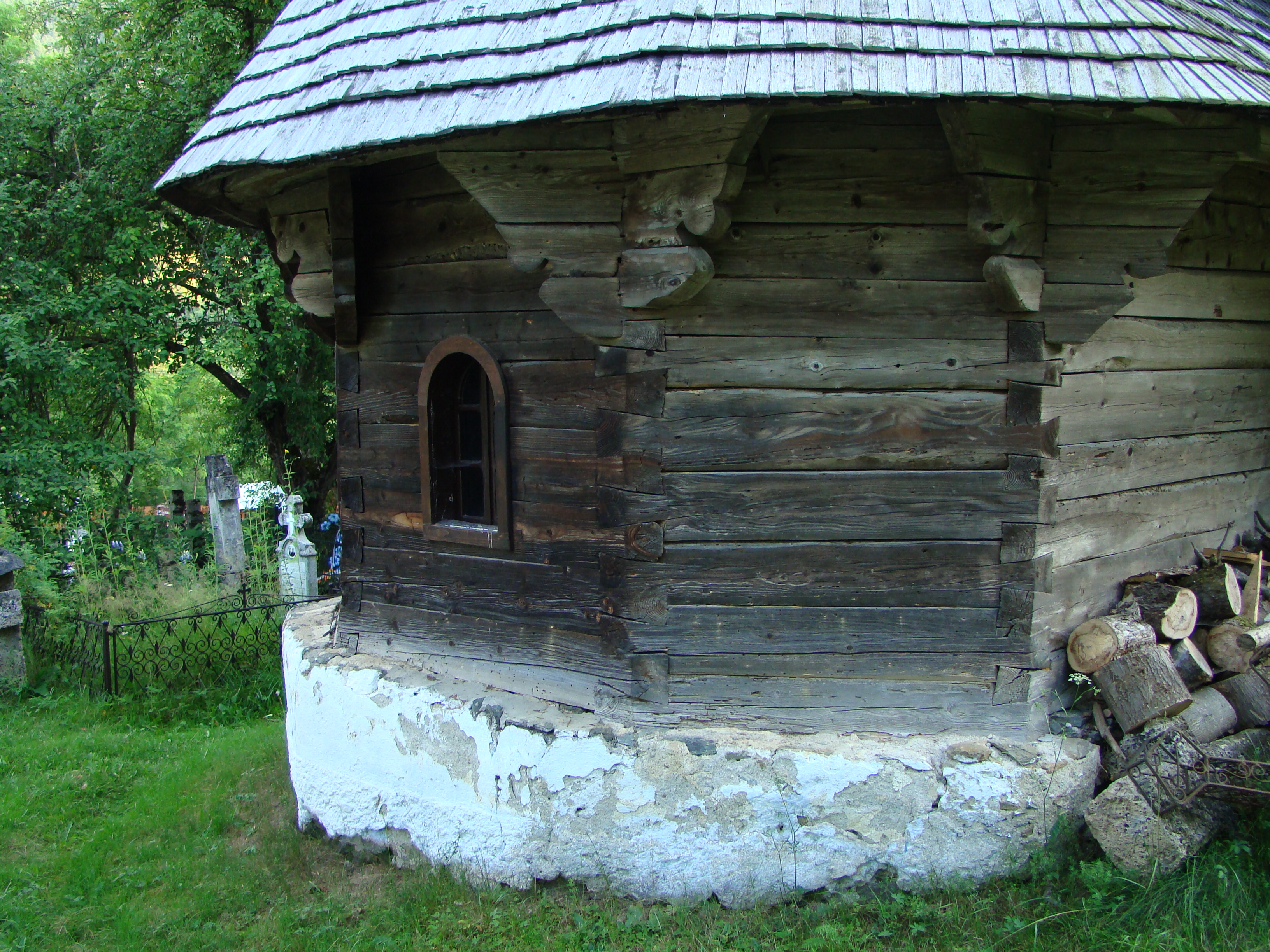
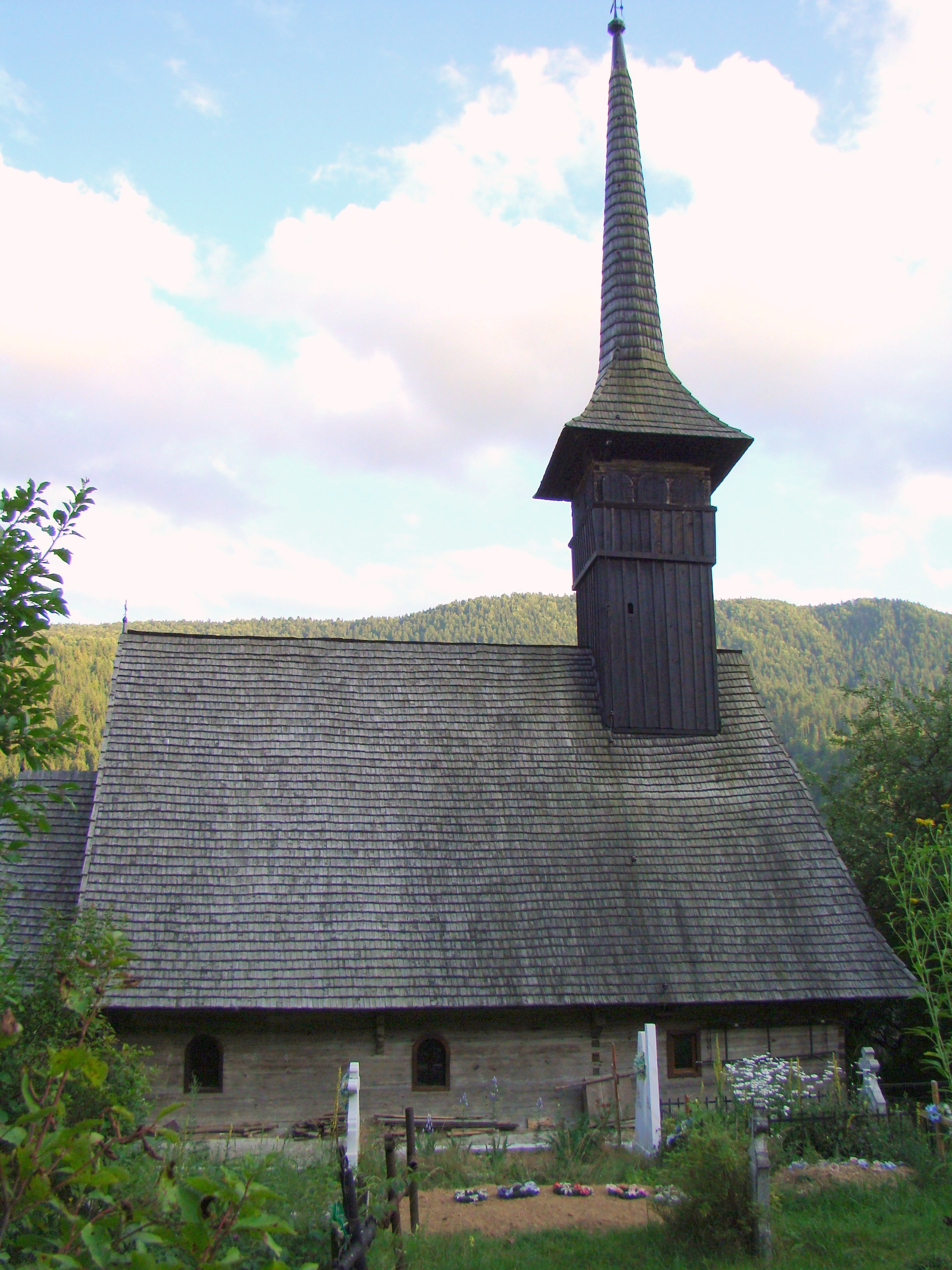
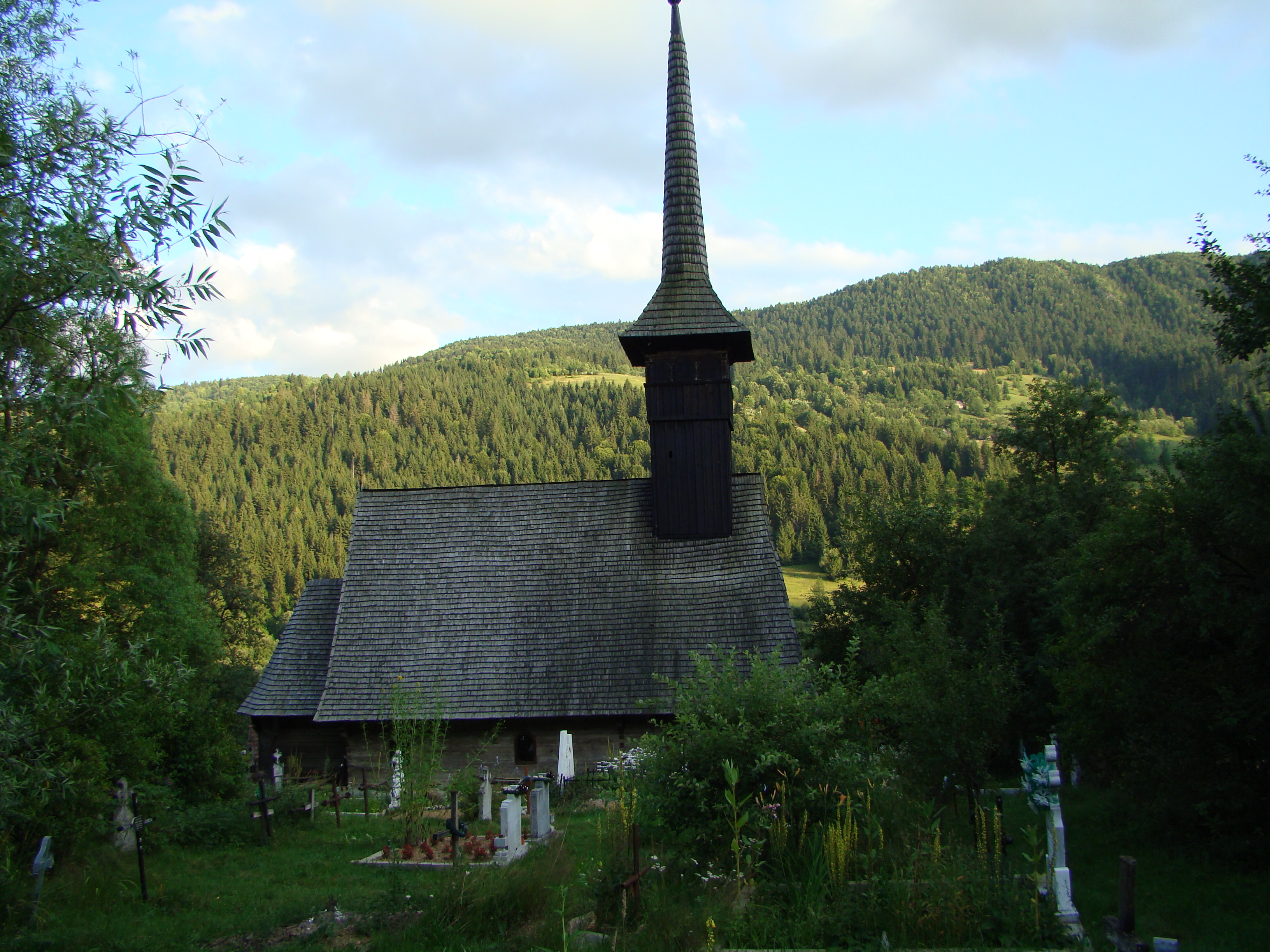

## Imagini din interior

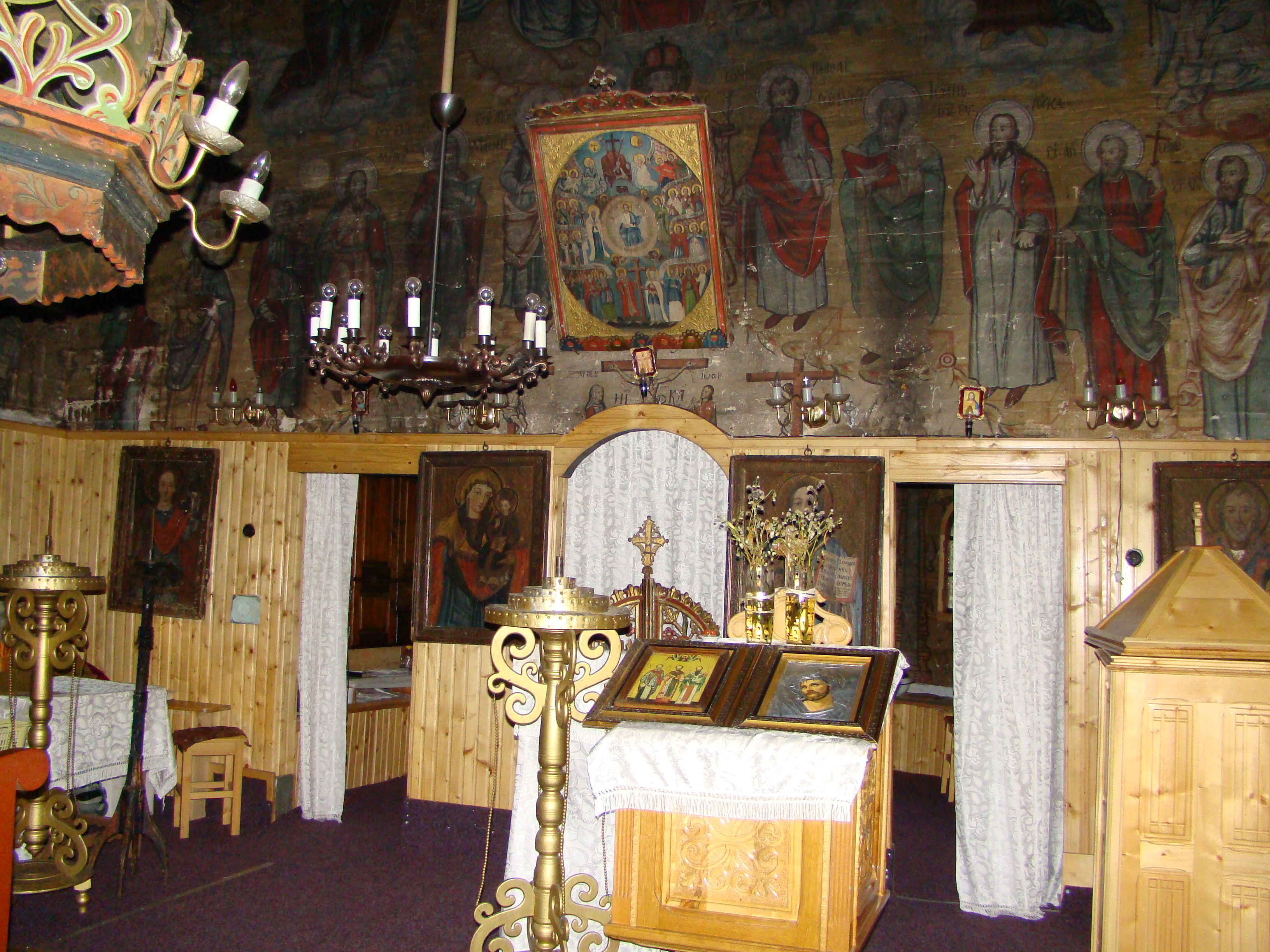
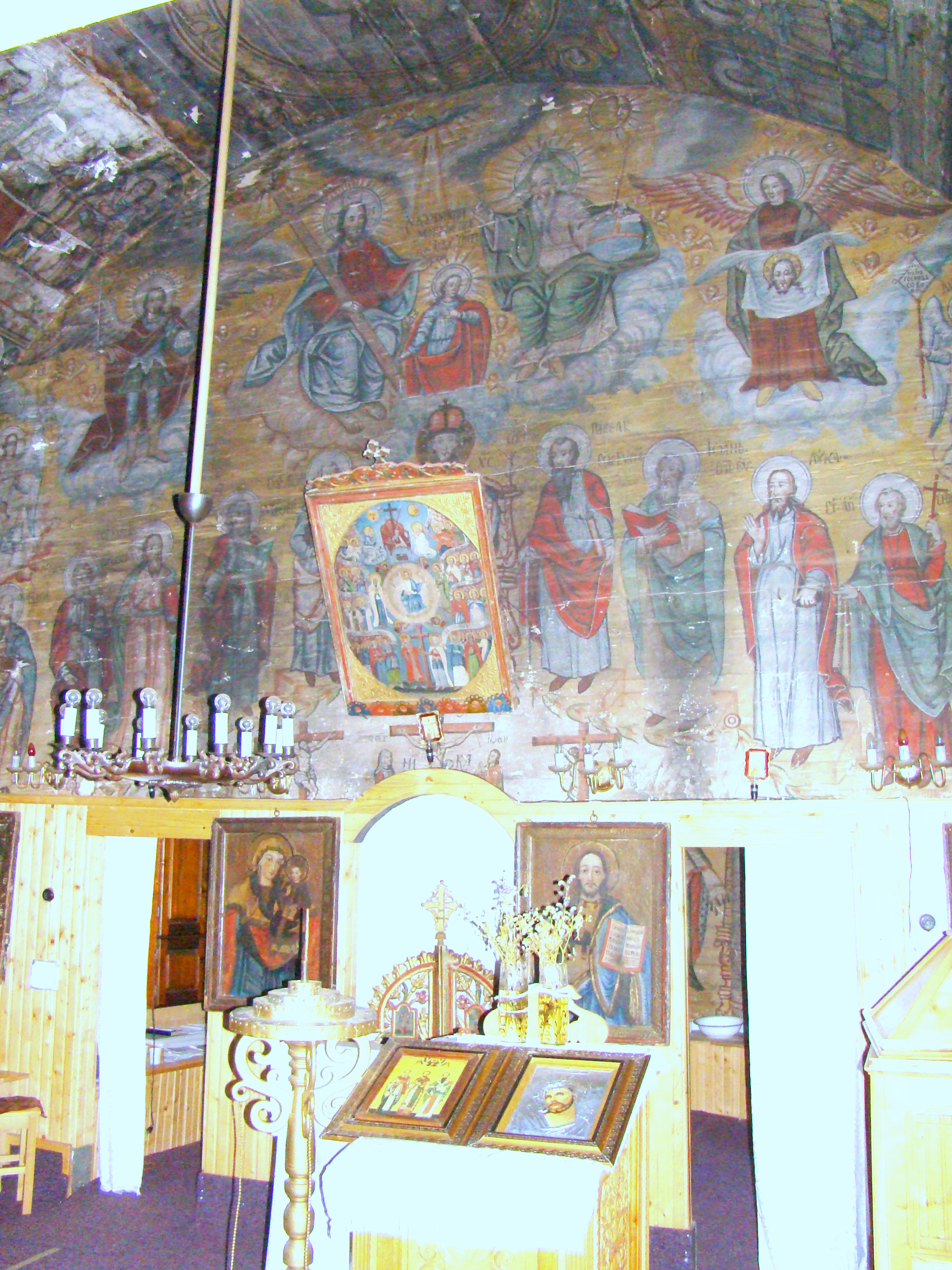
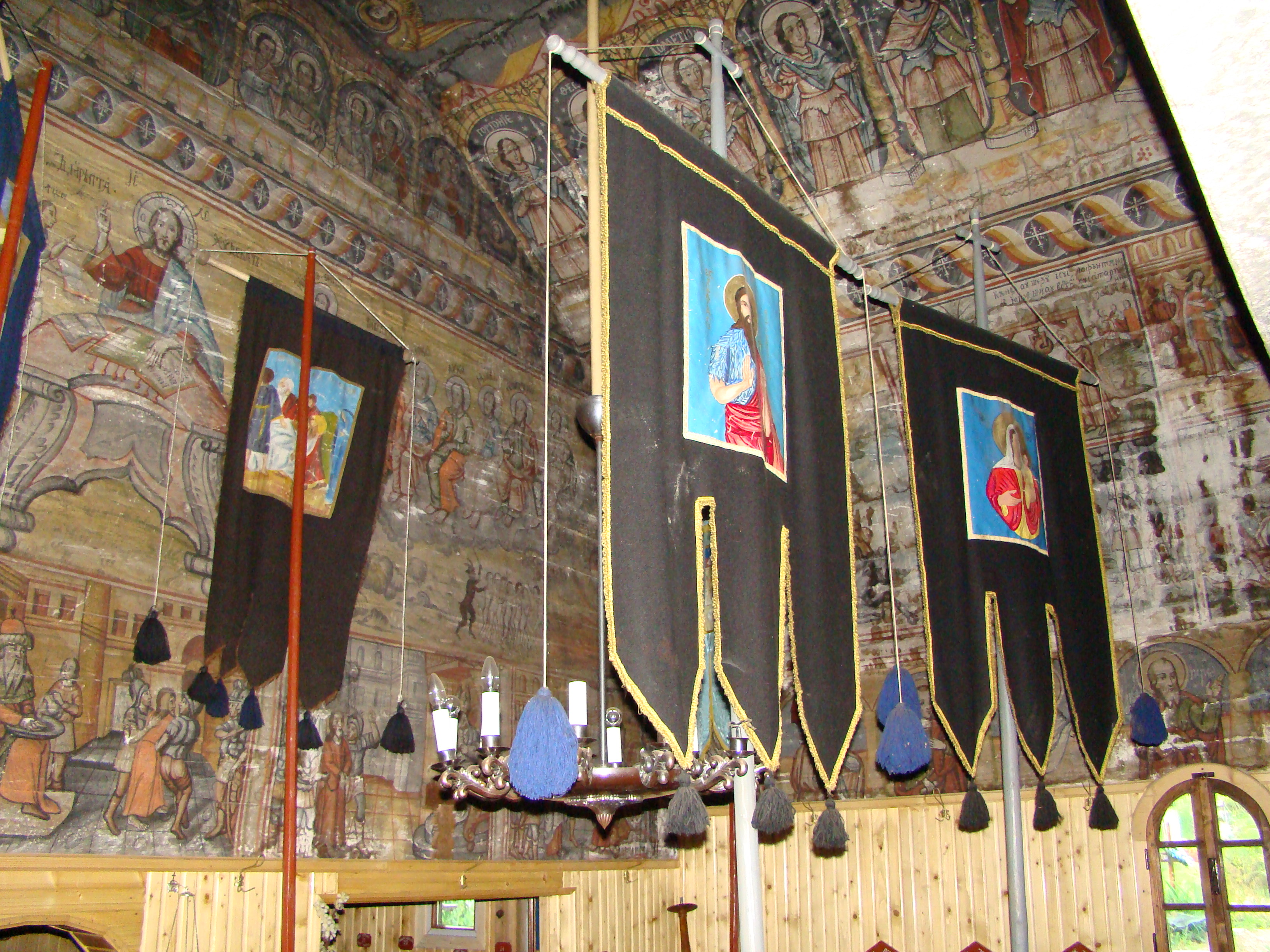
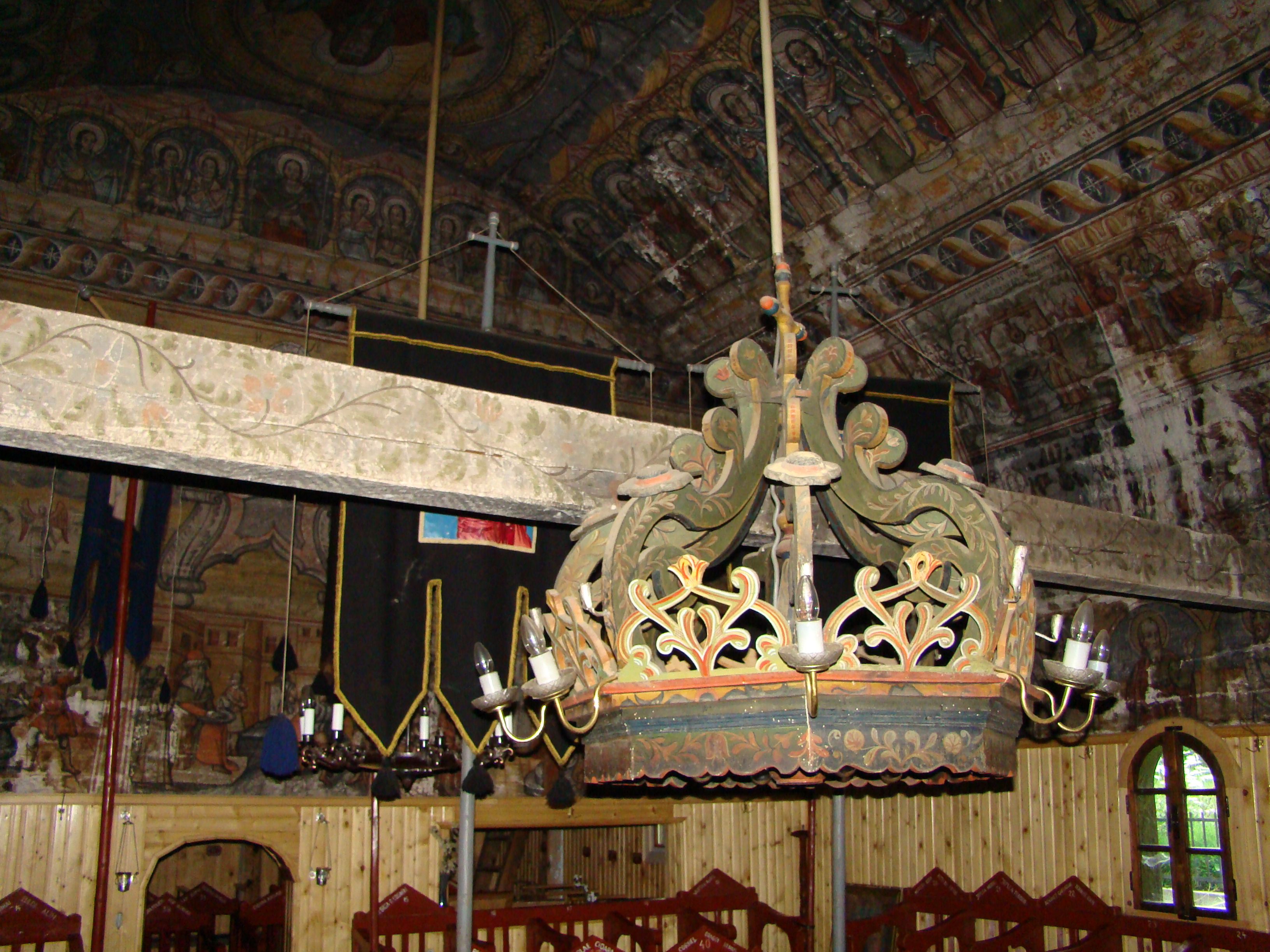
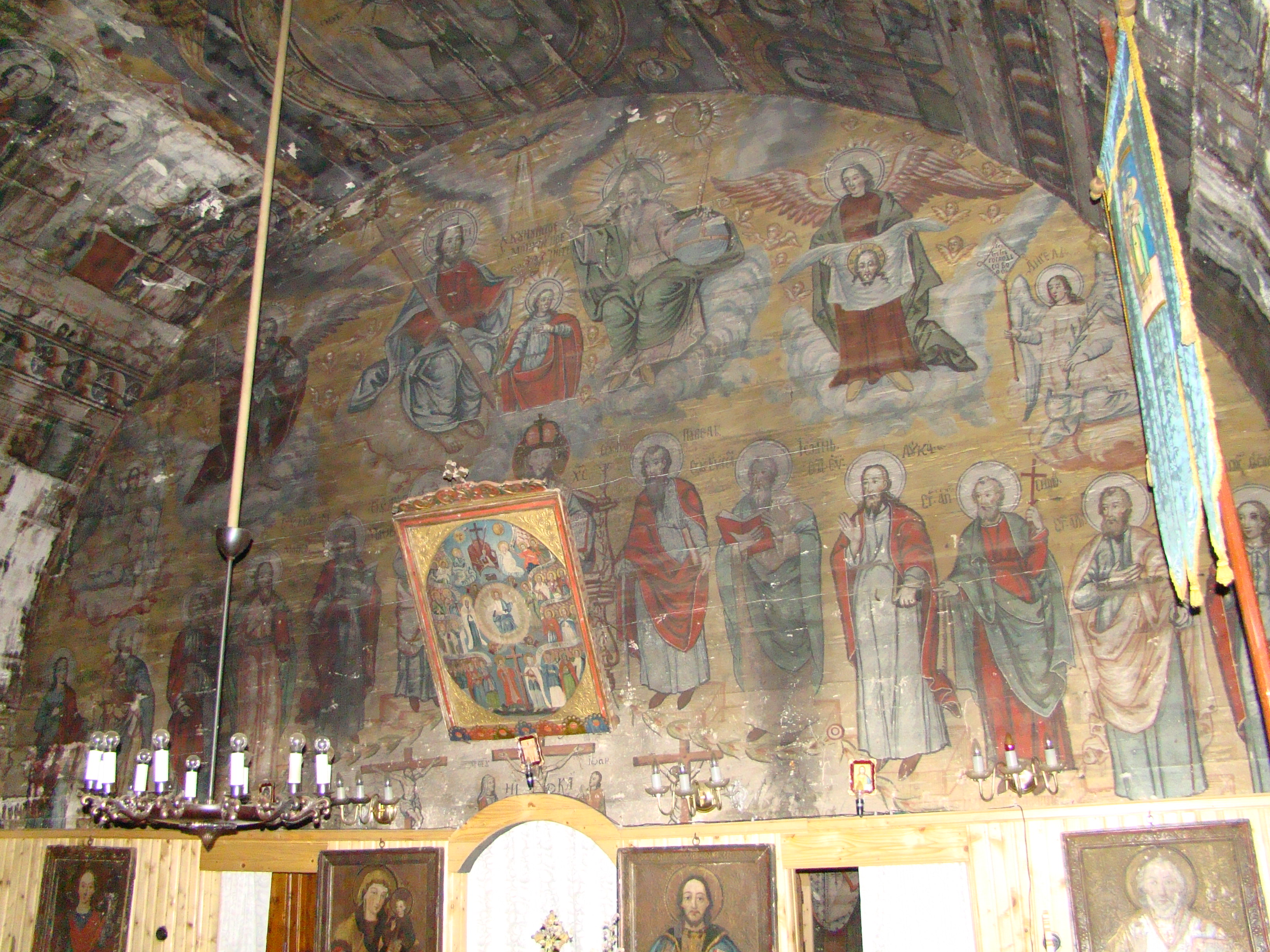
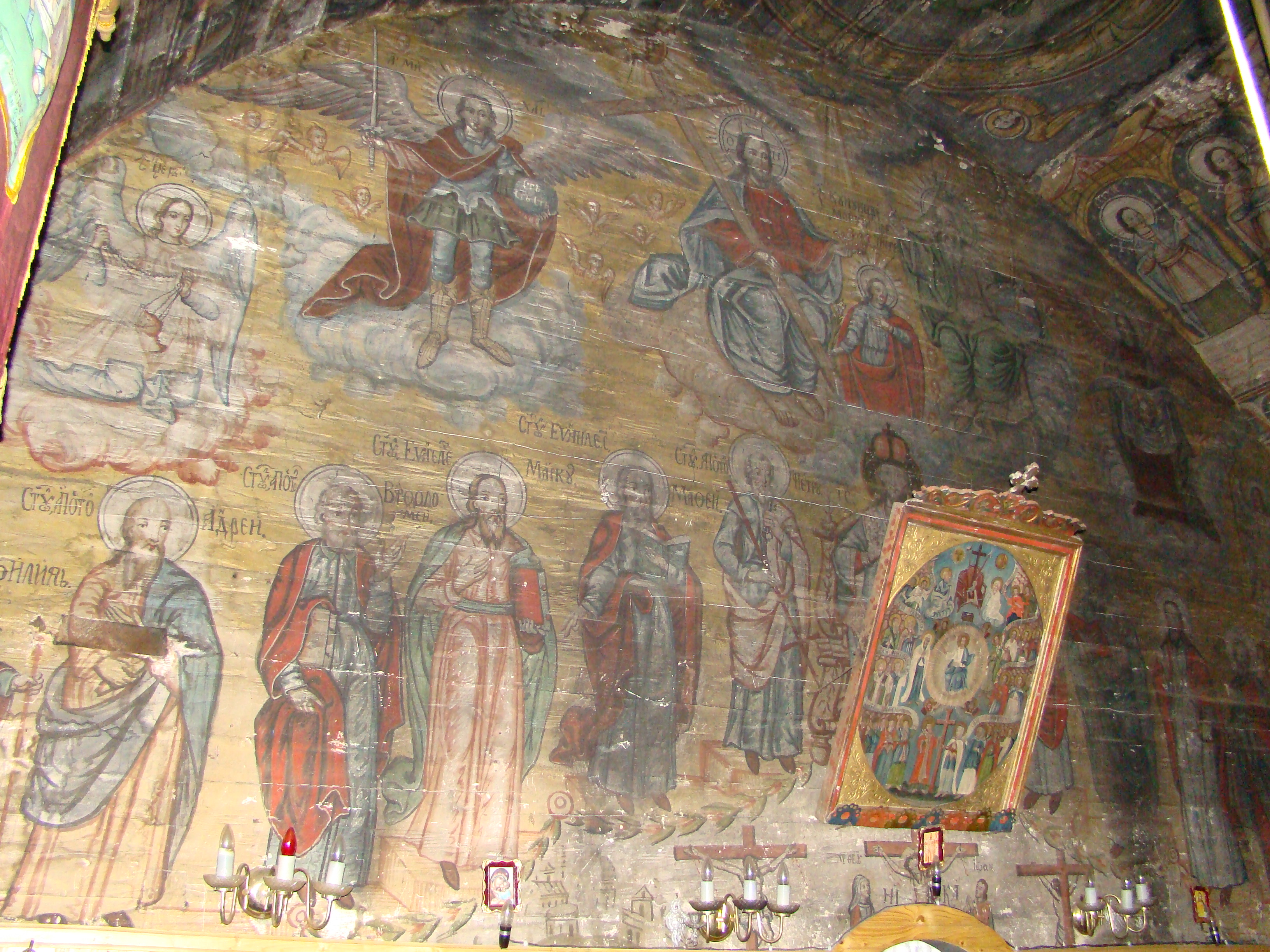
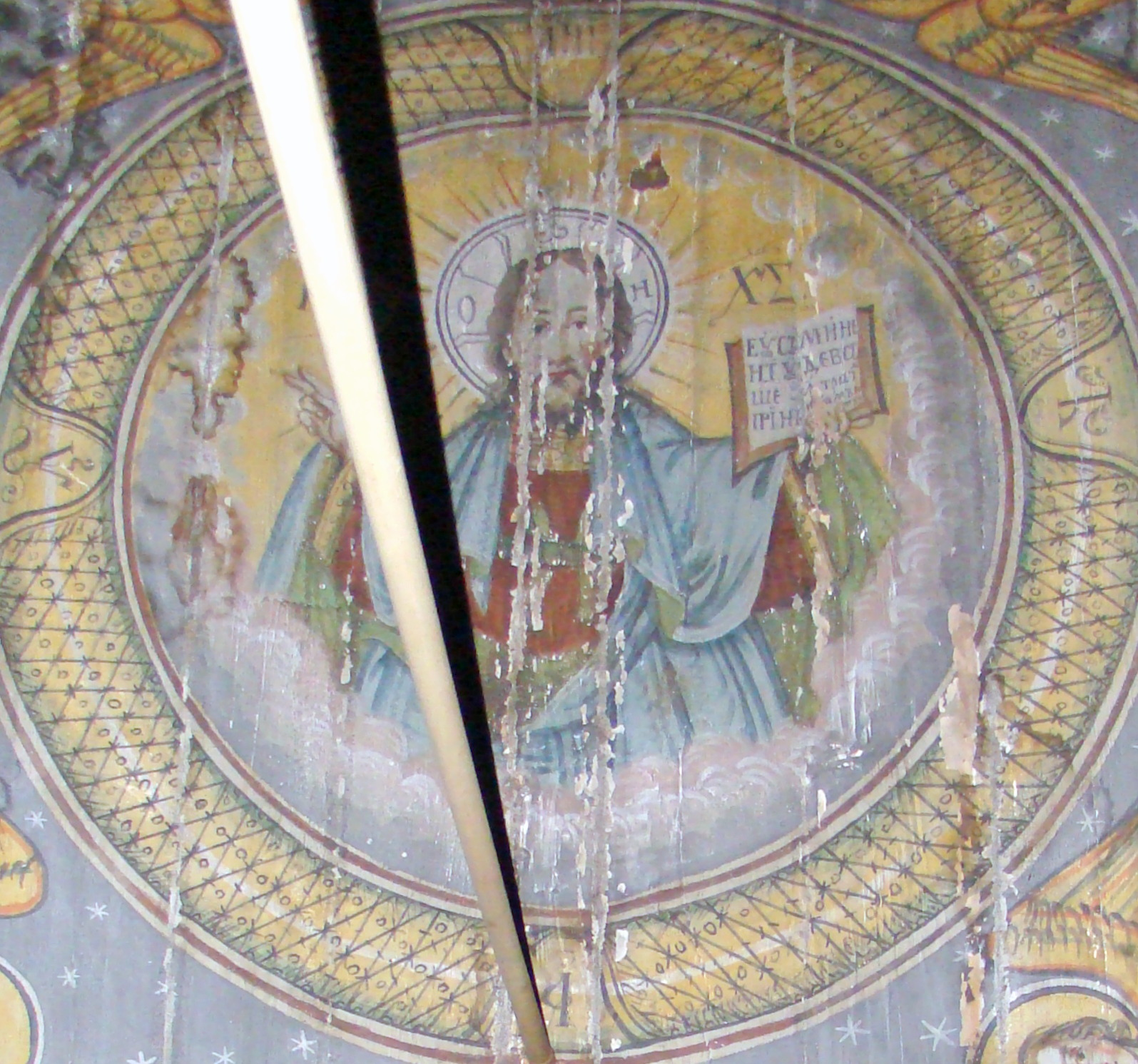
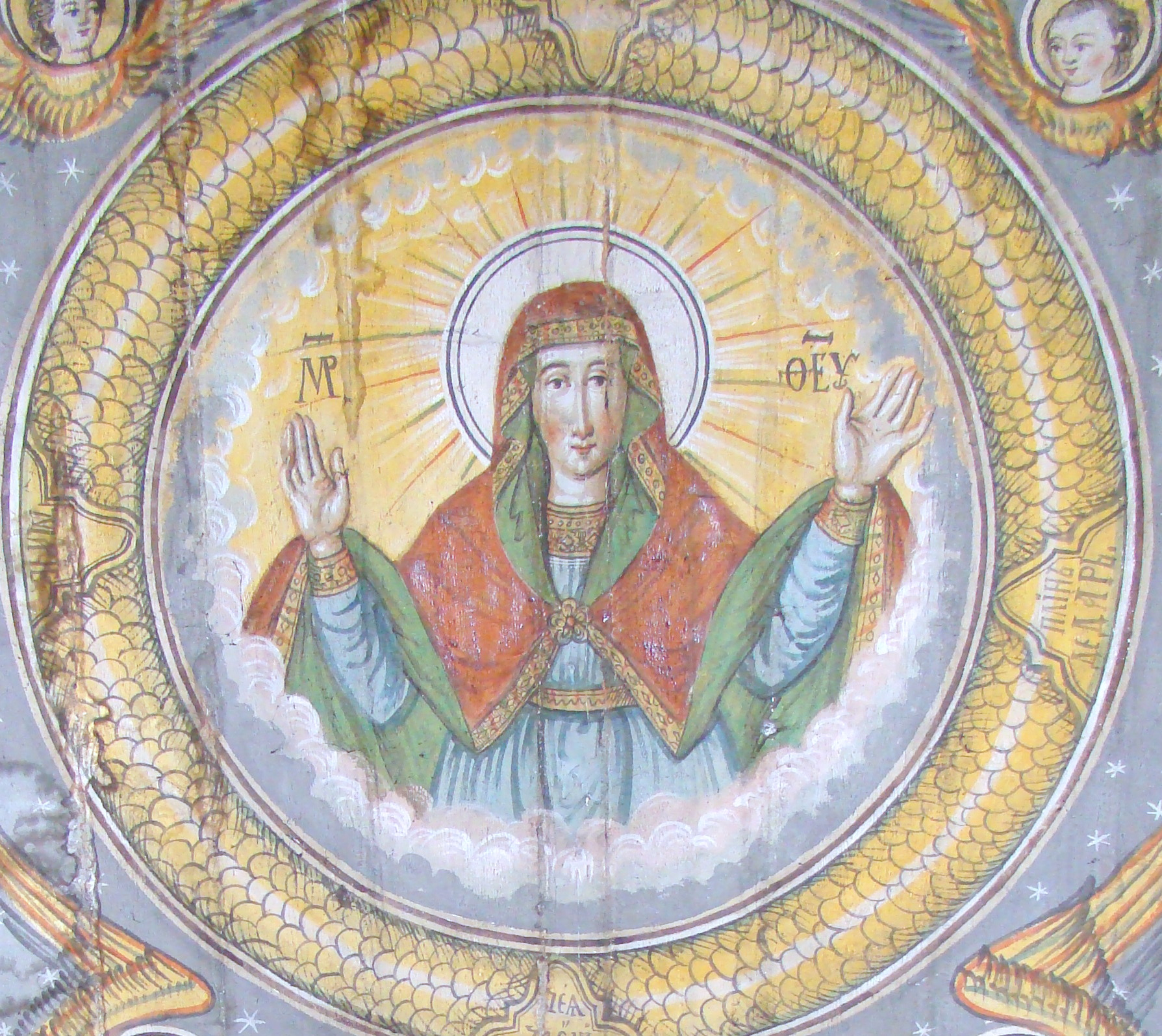
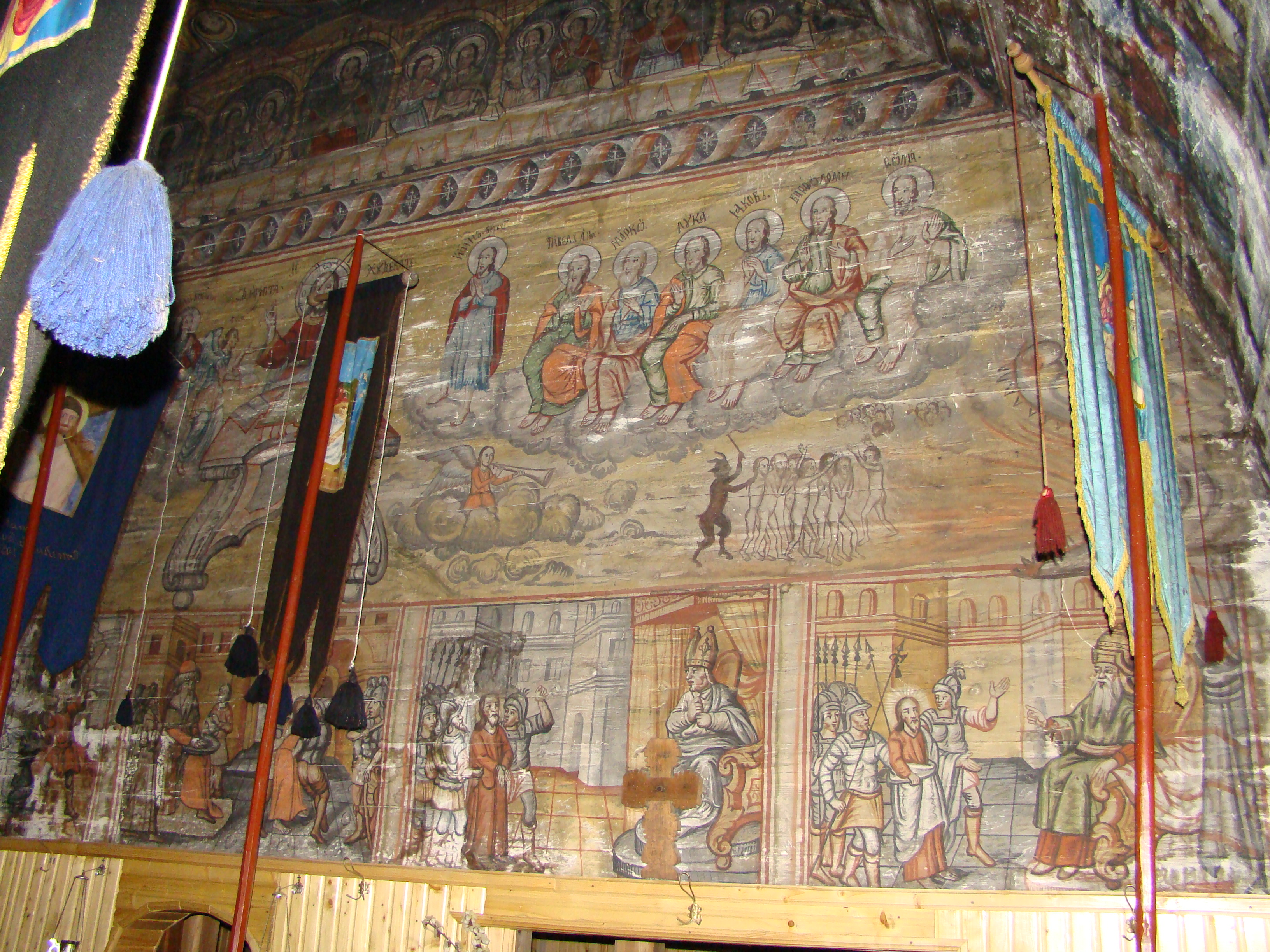
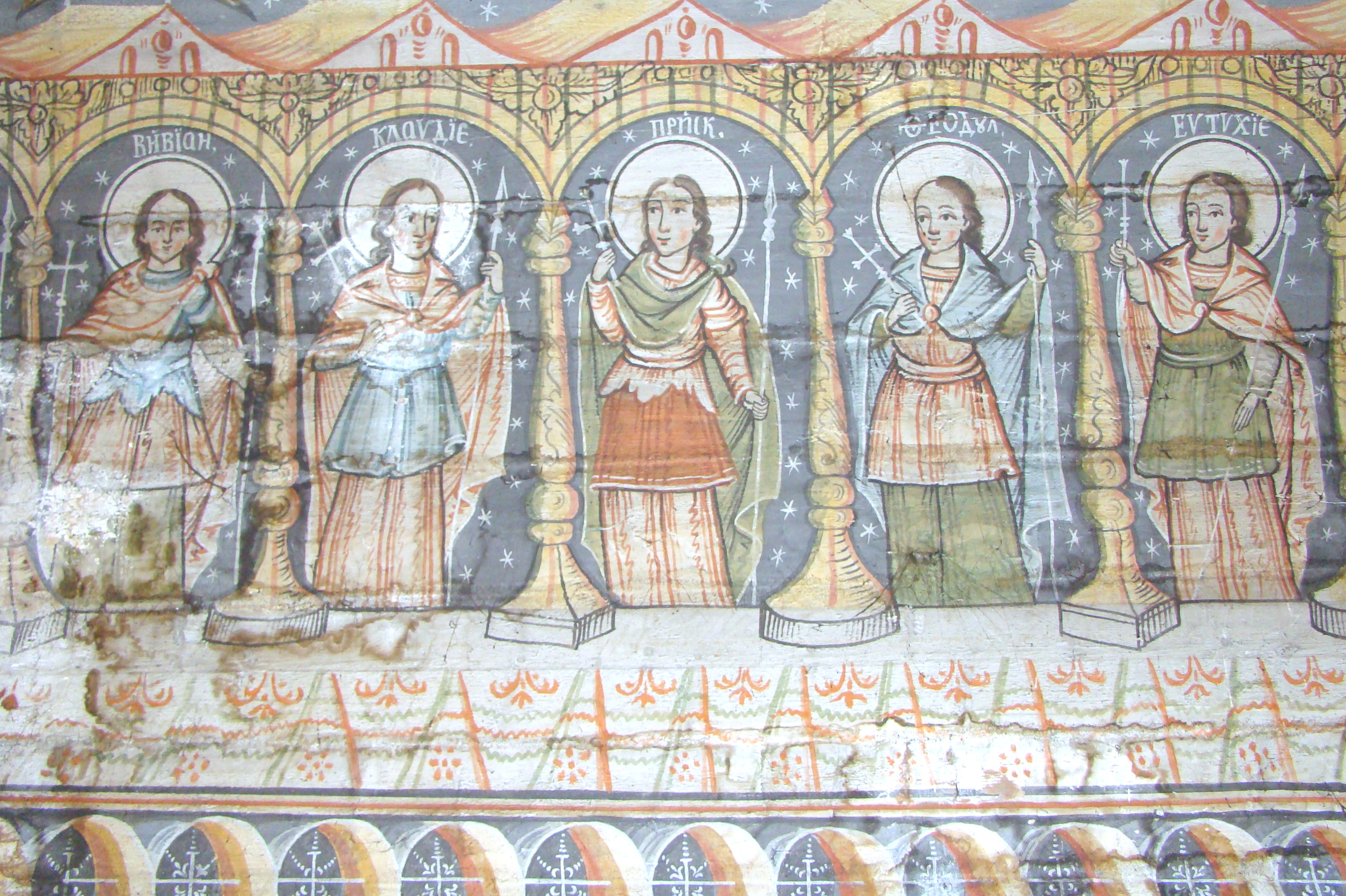
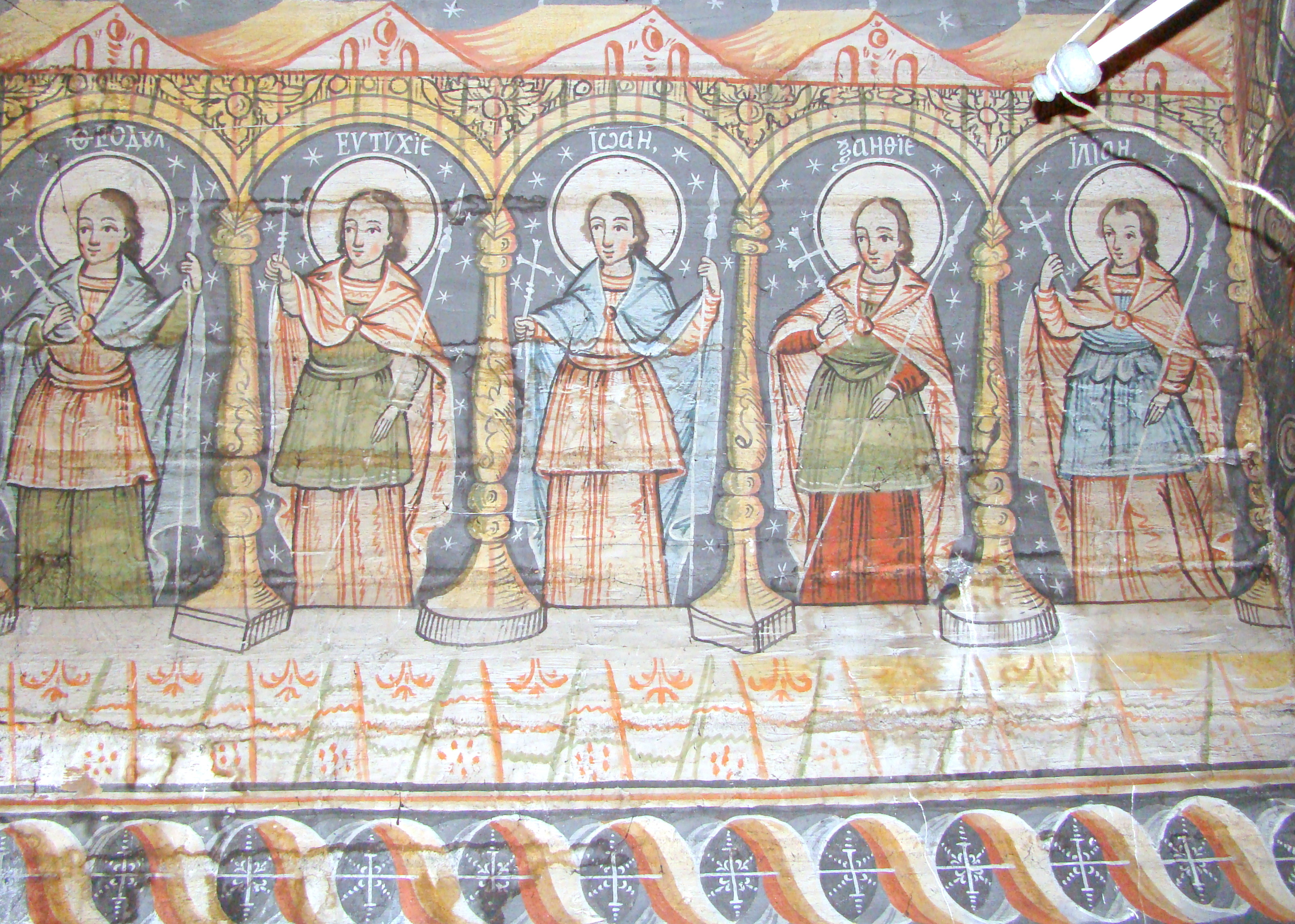
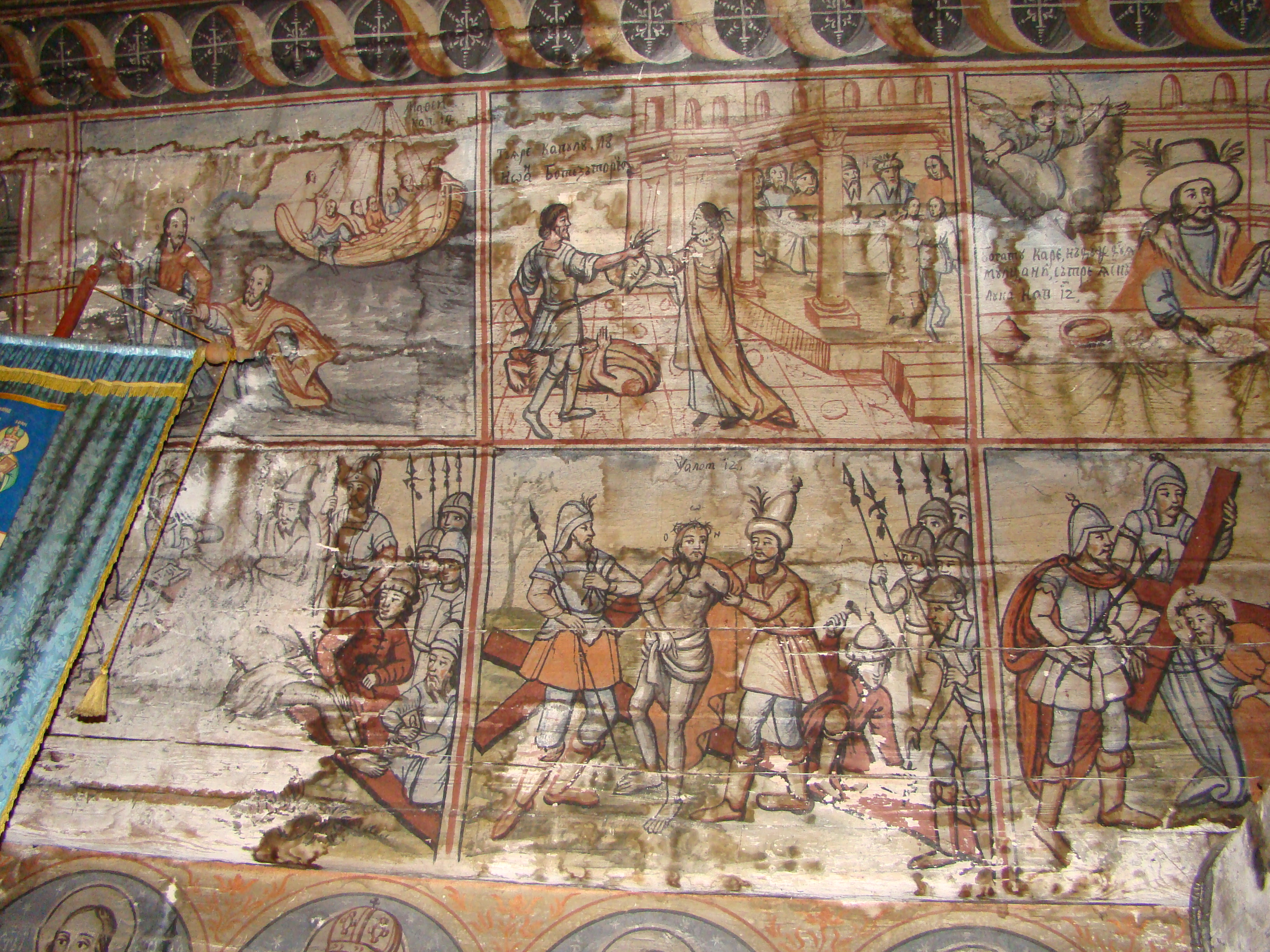
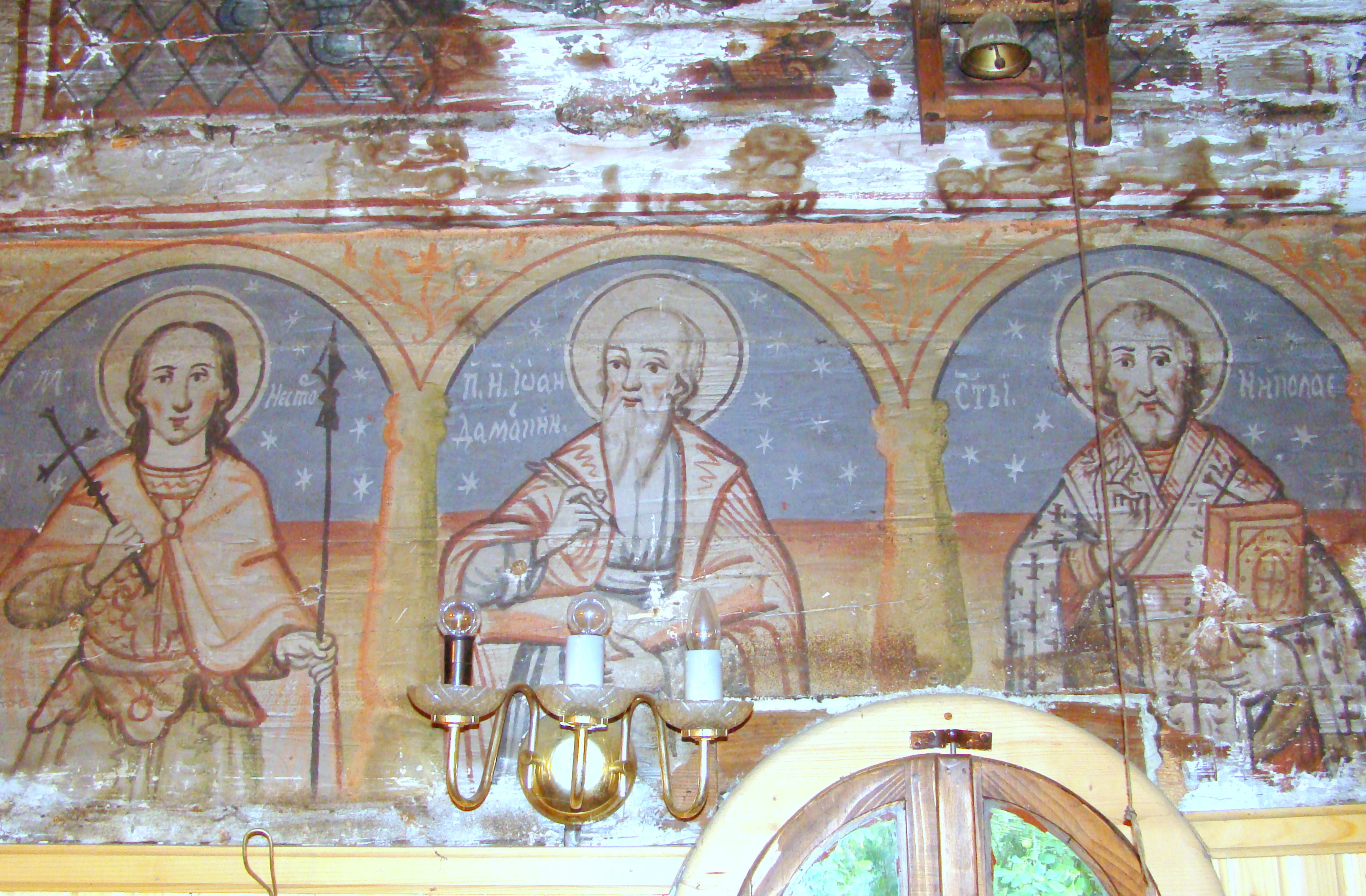
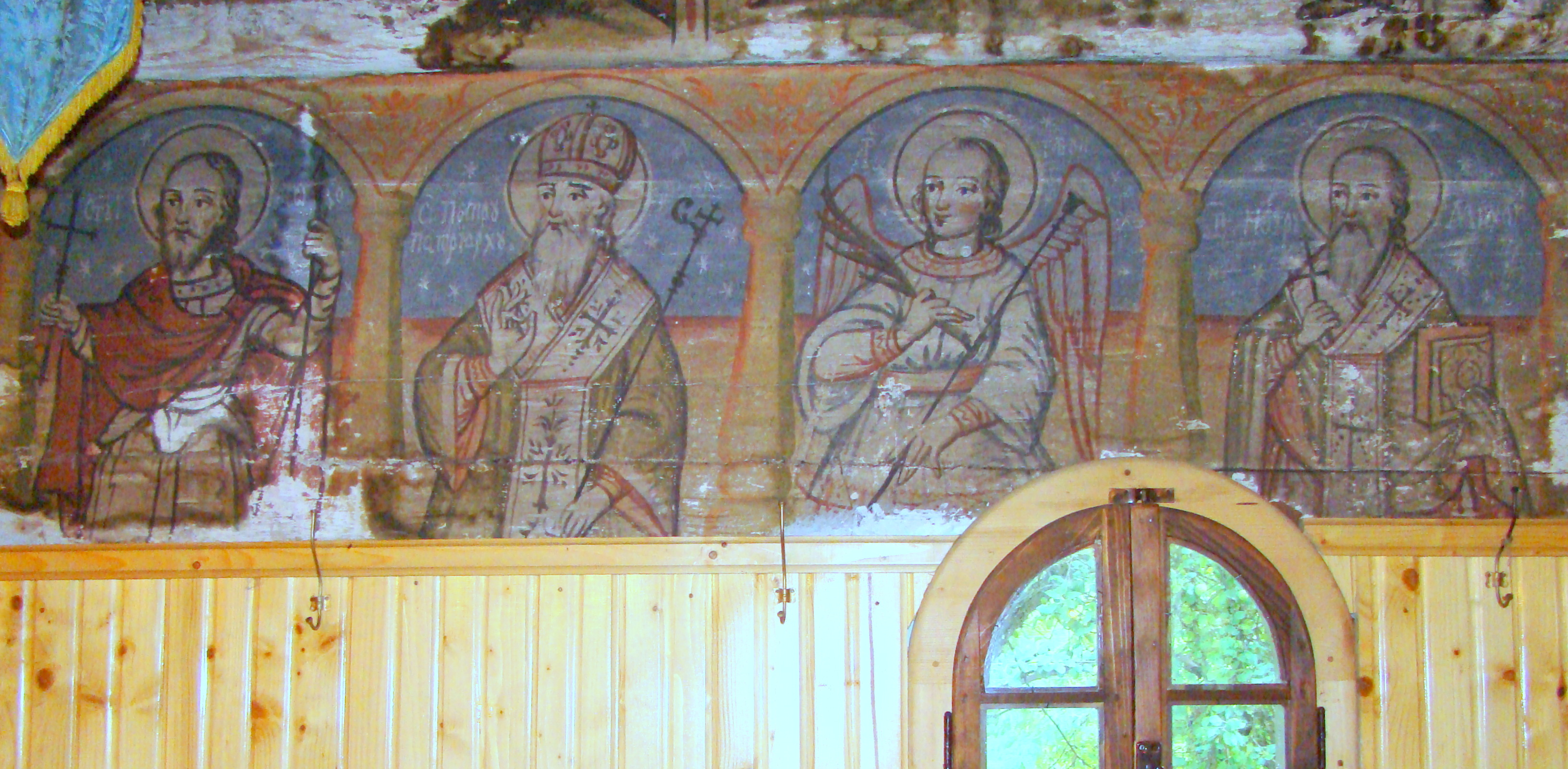
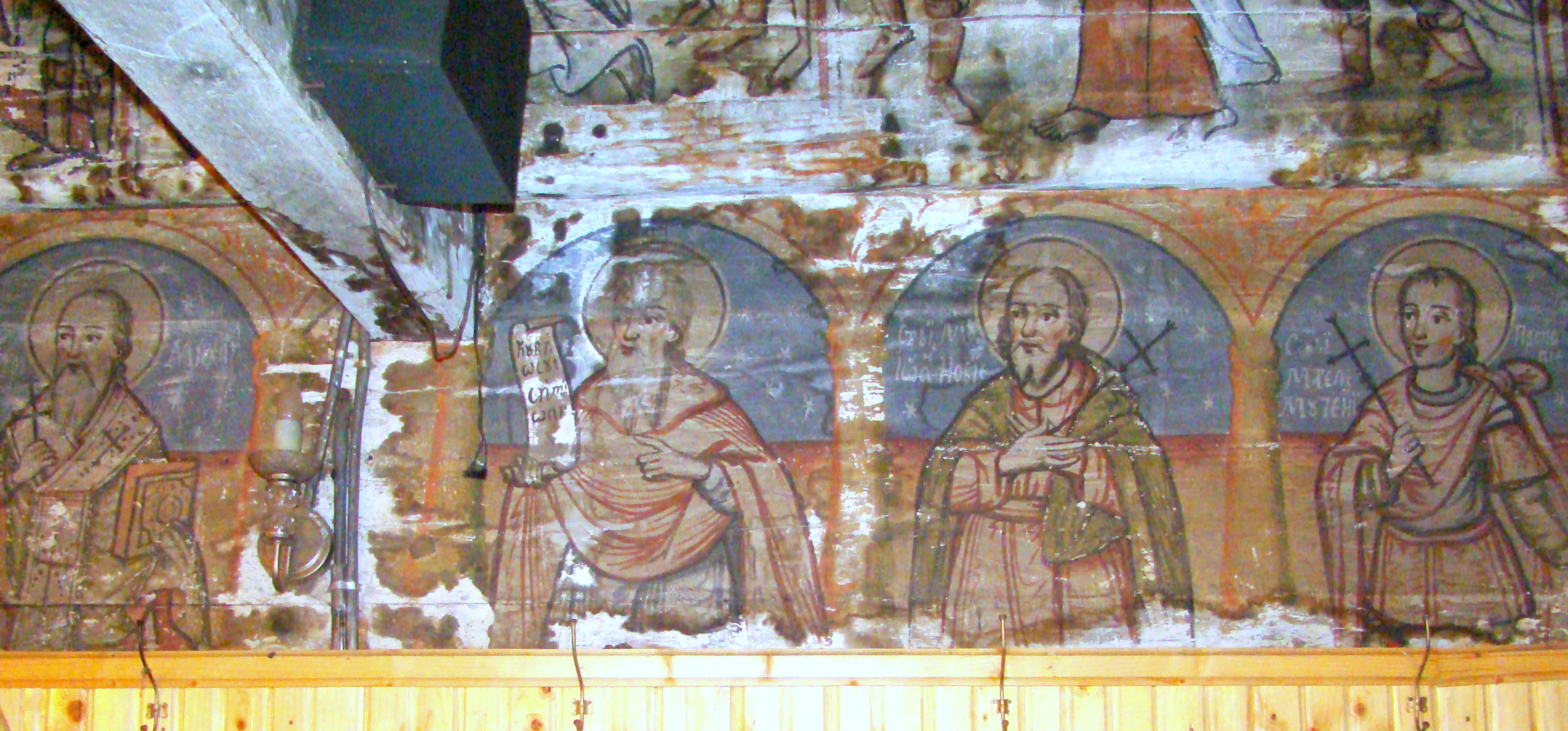
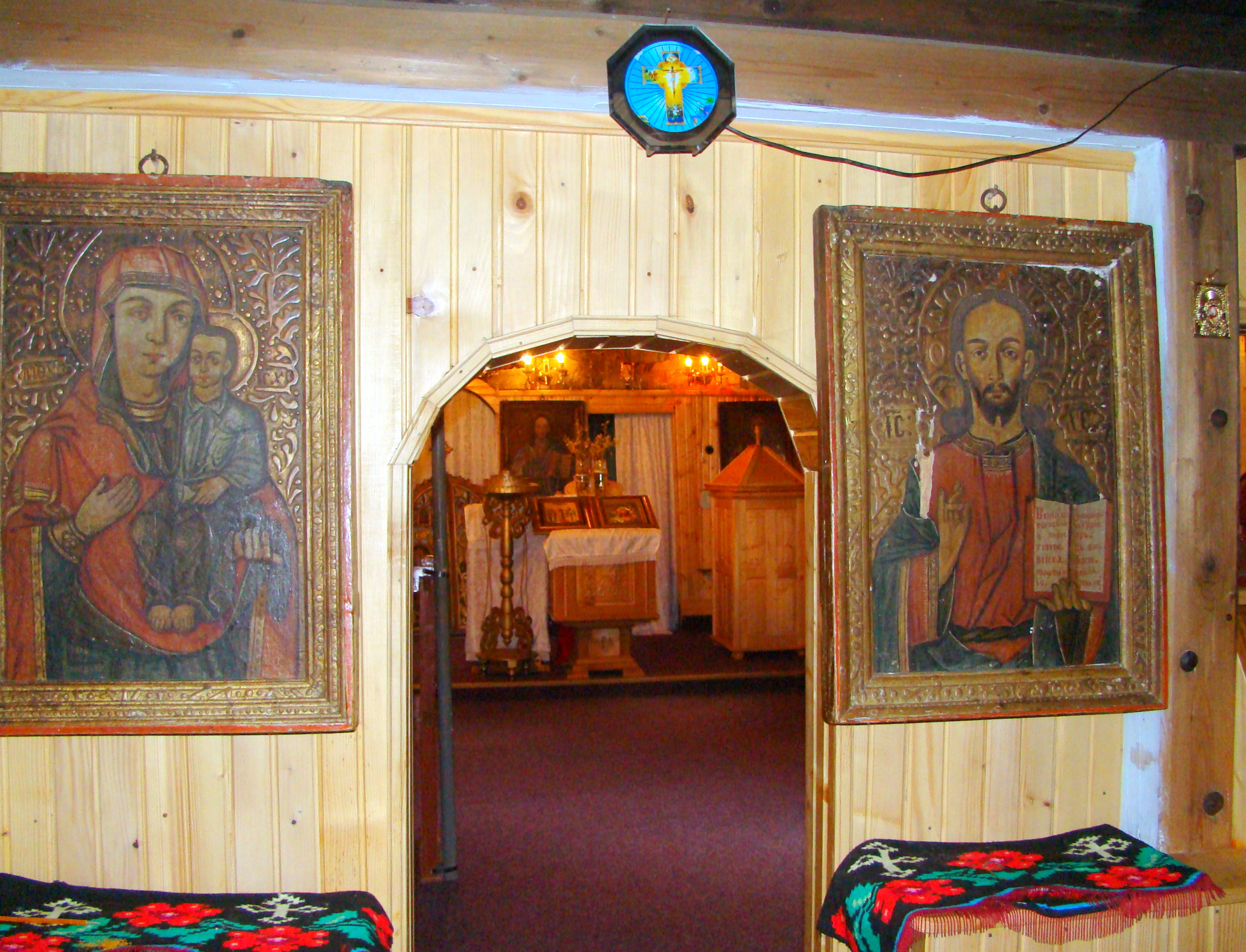
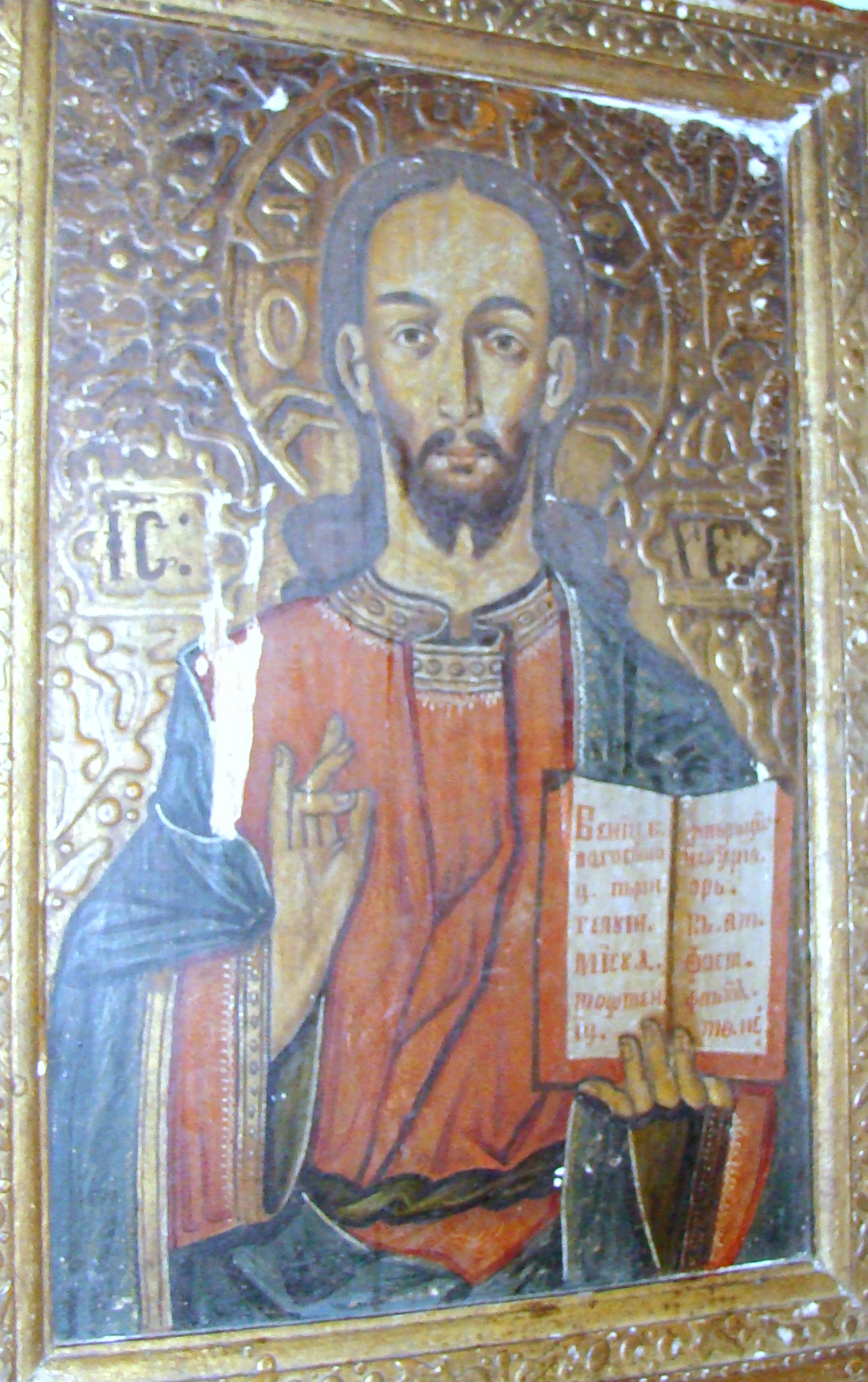
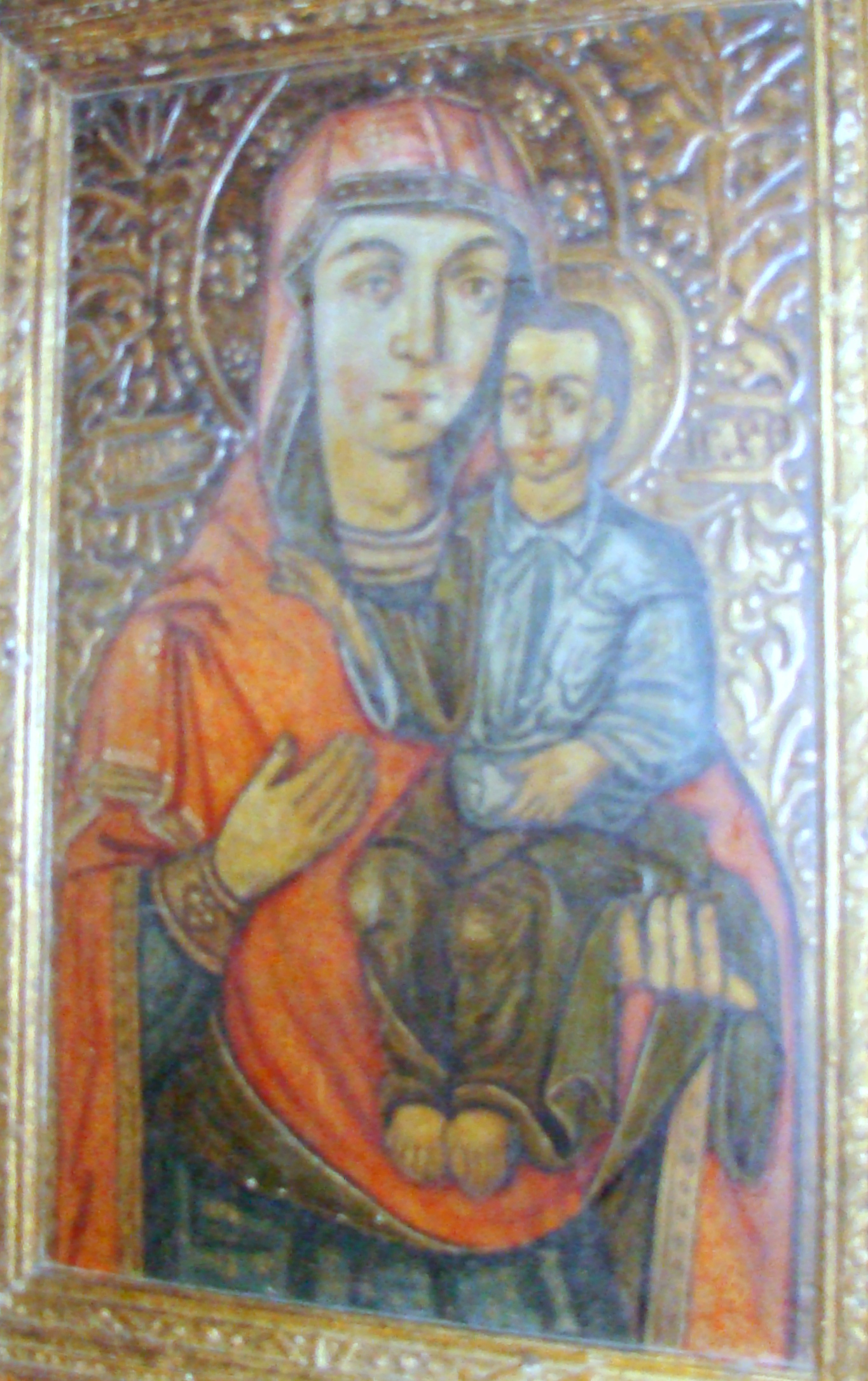
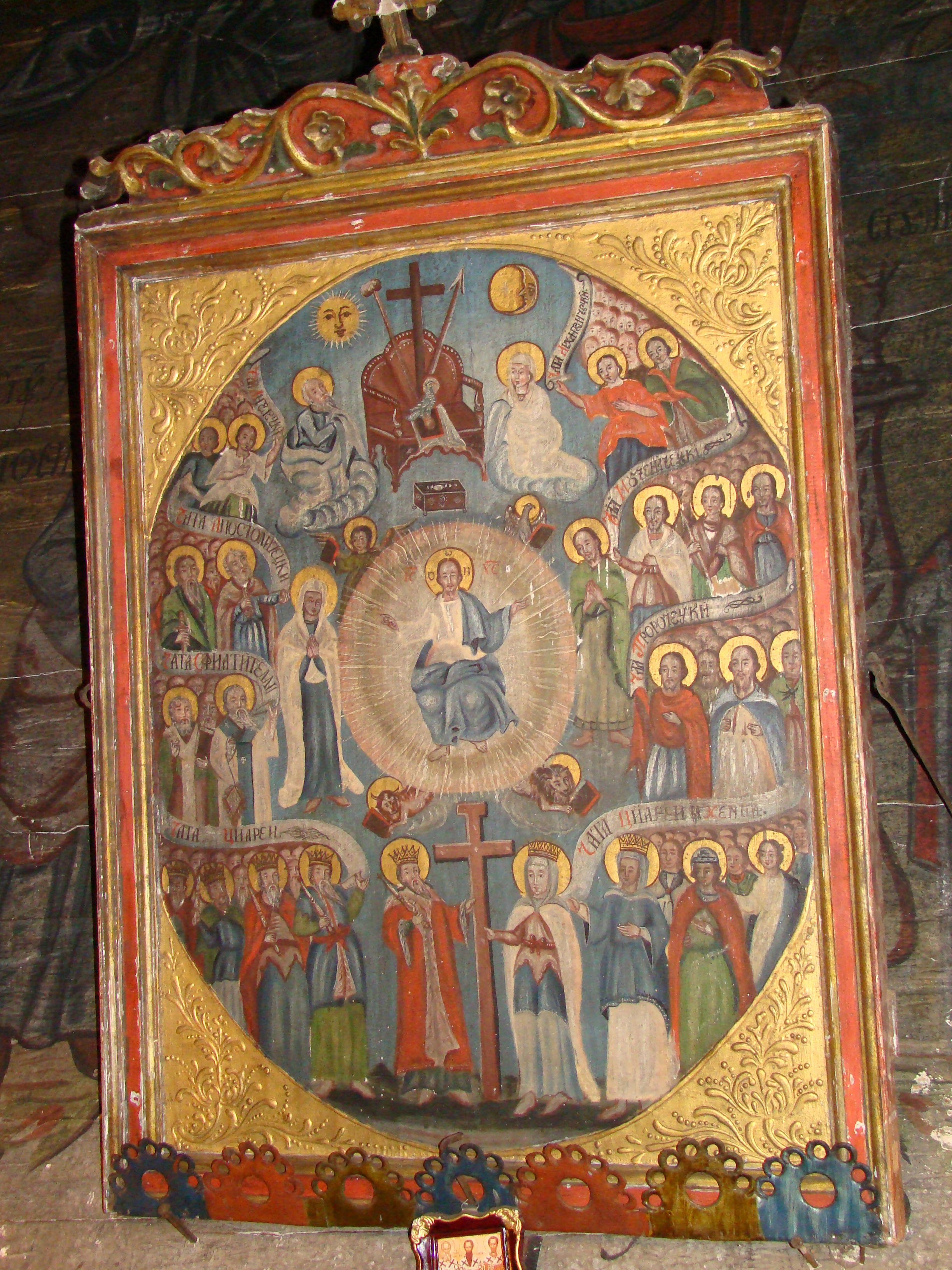
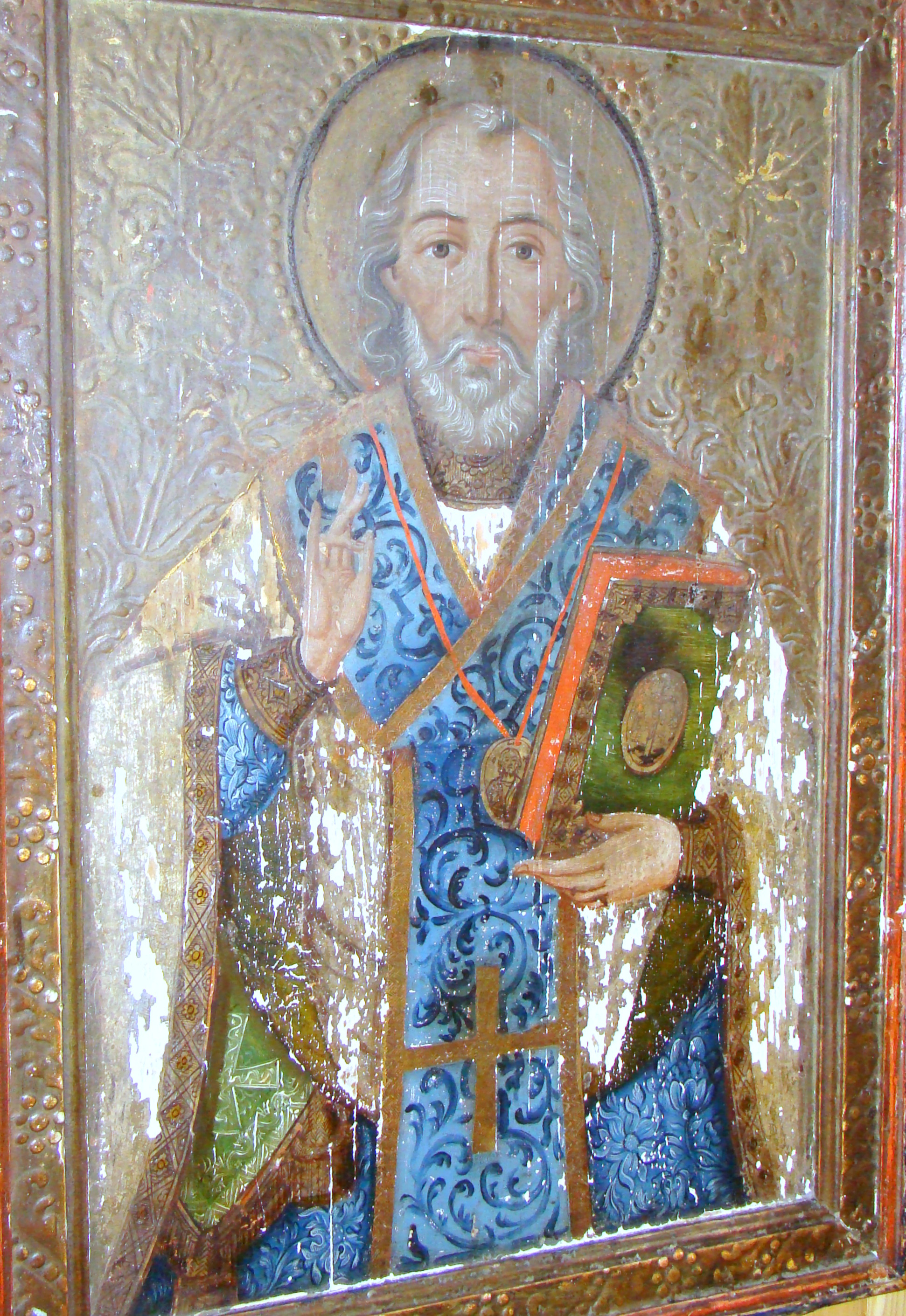
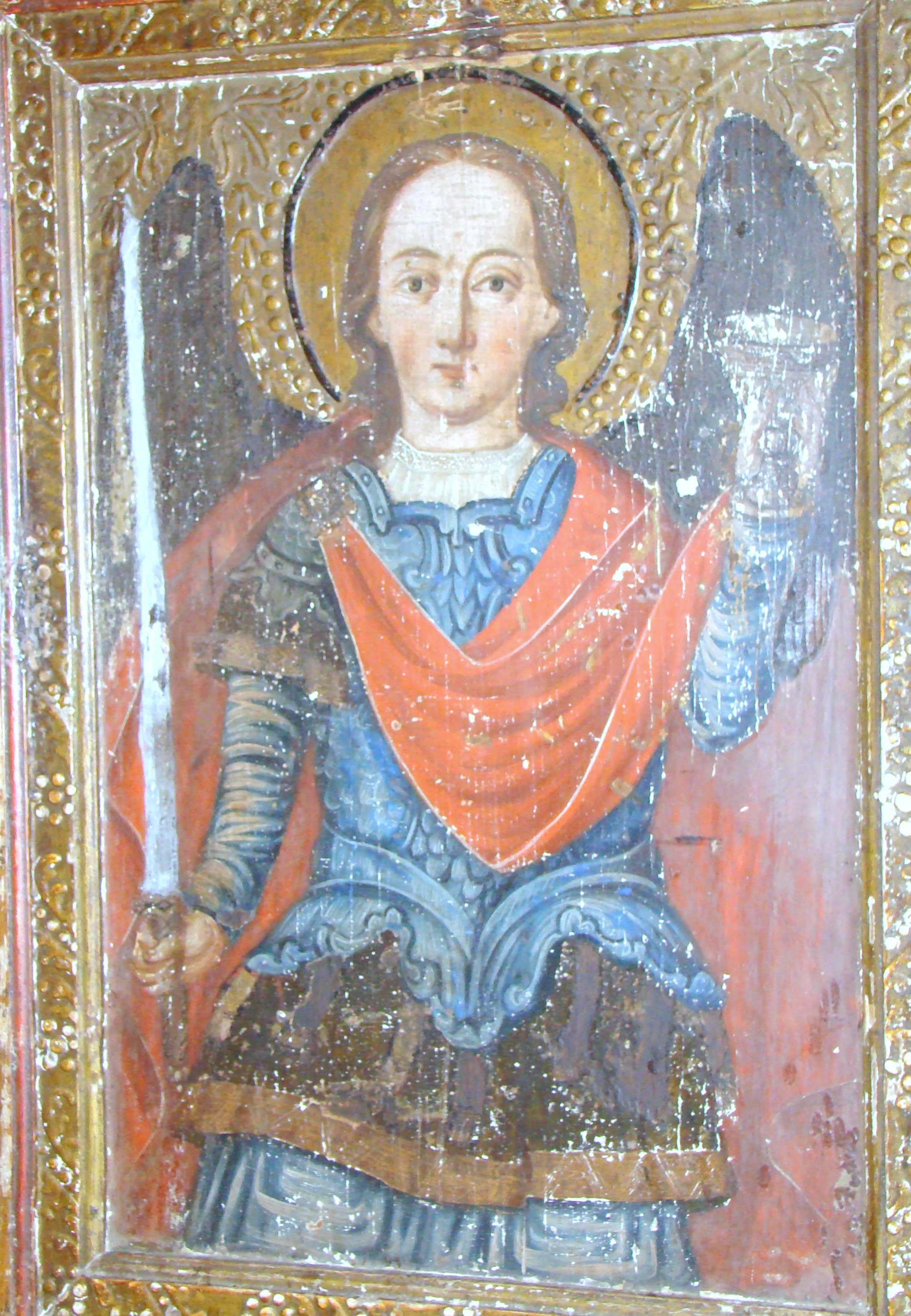
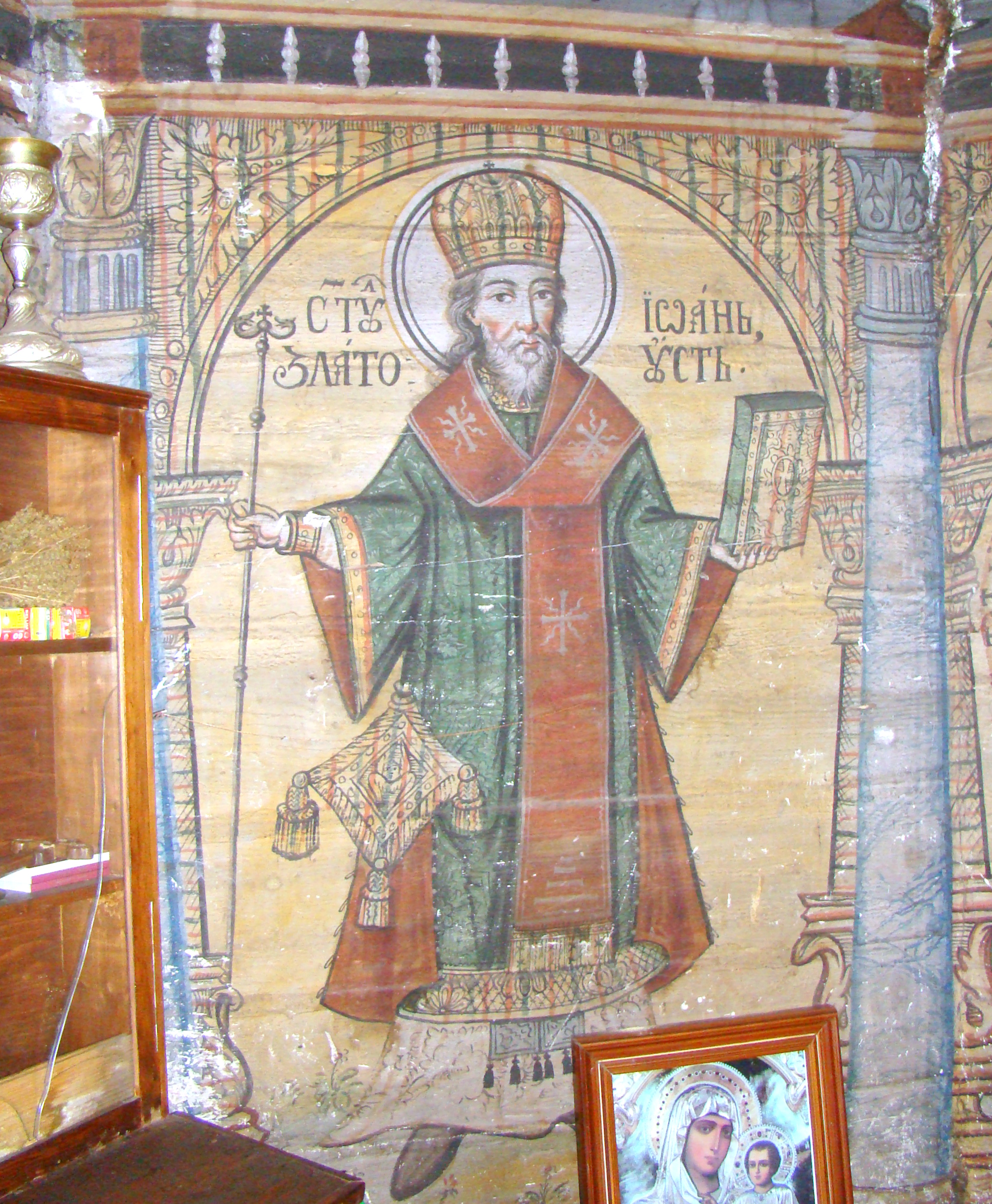
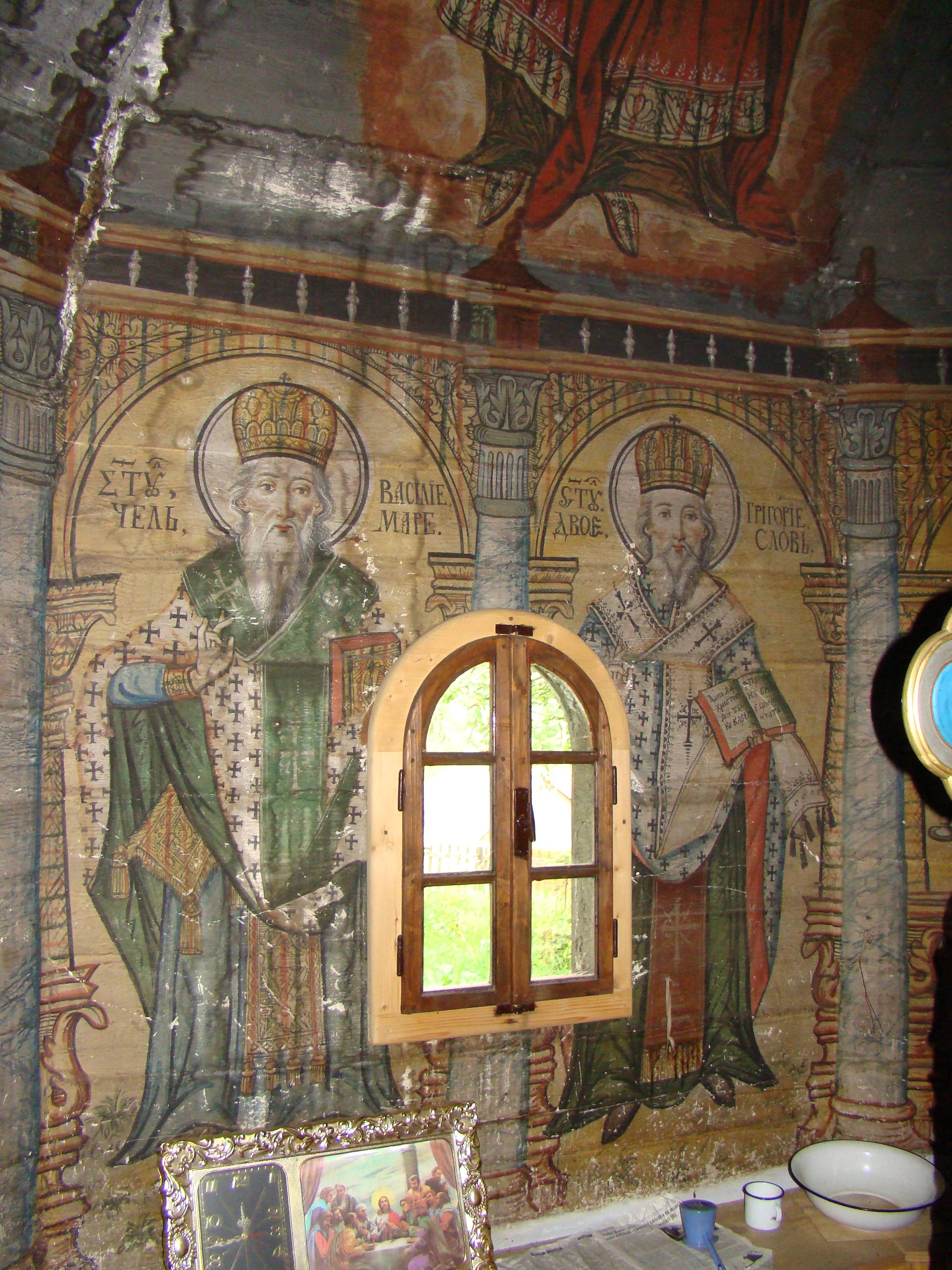
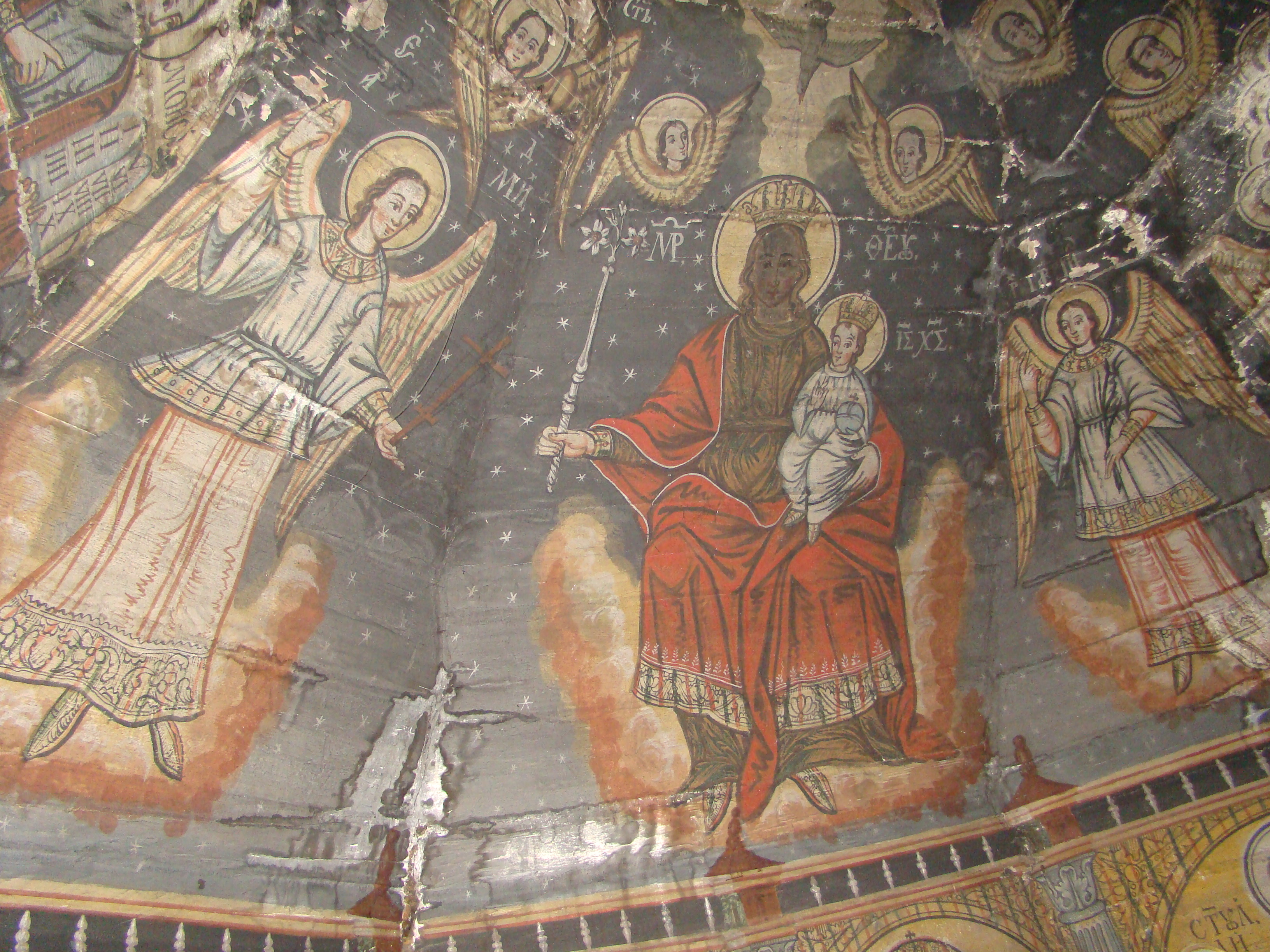
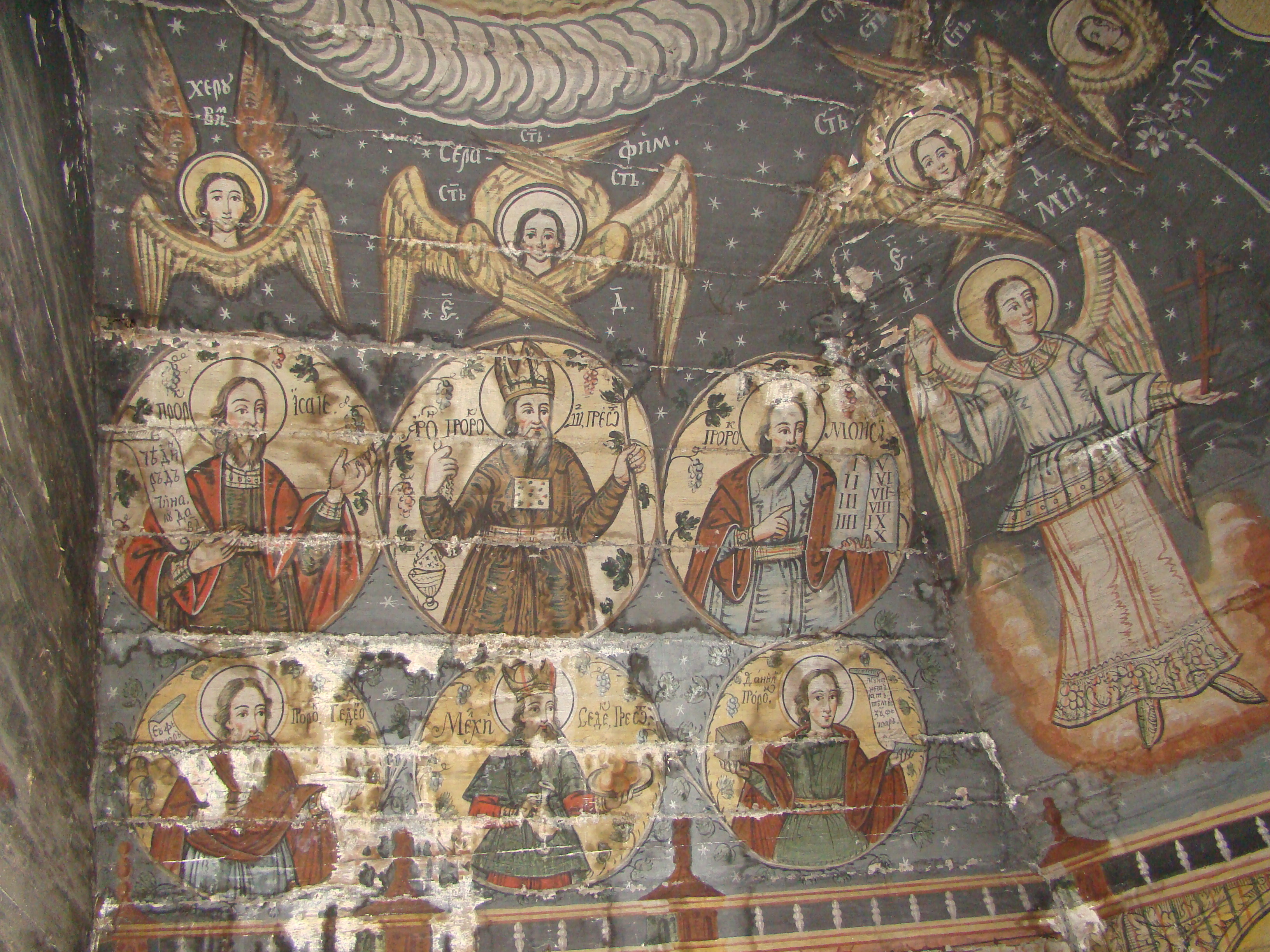
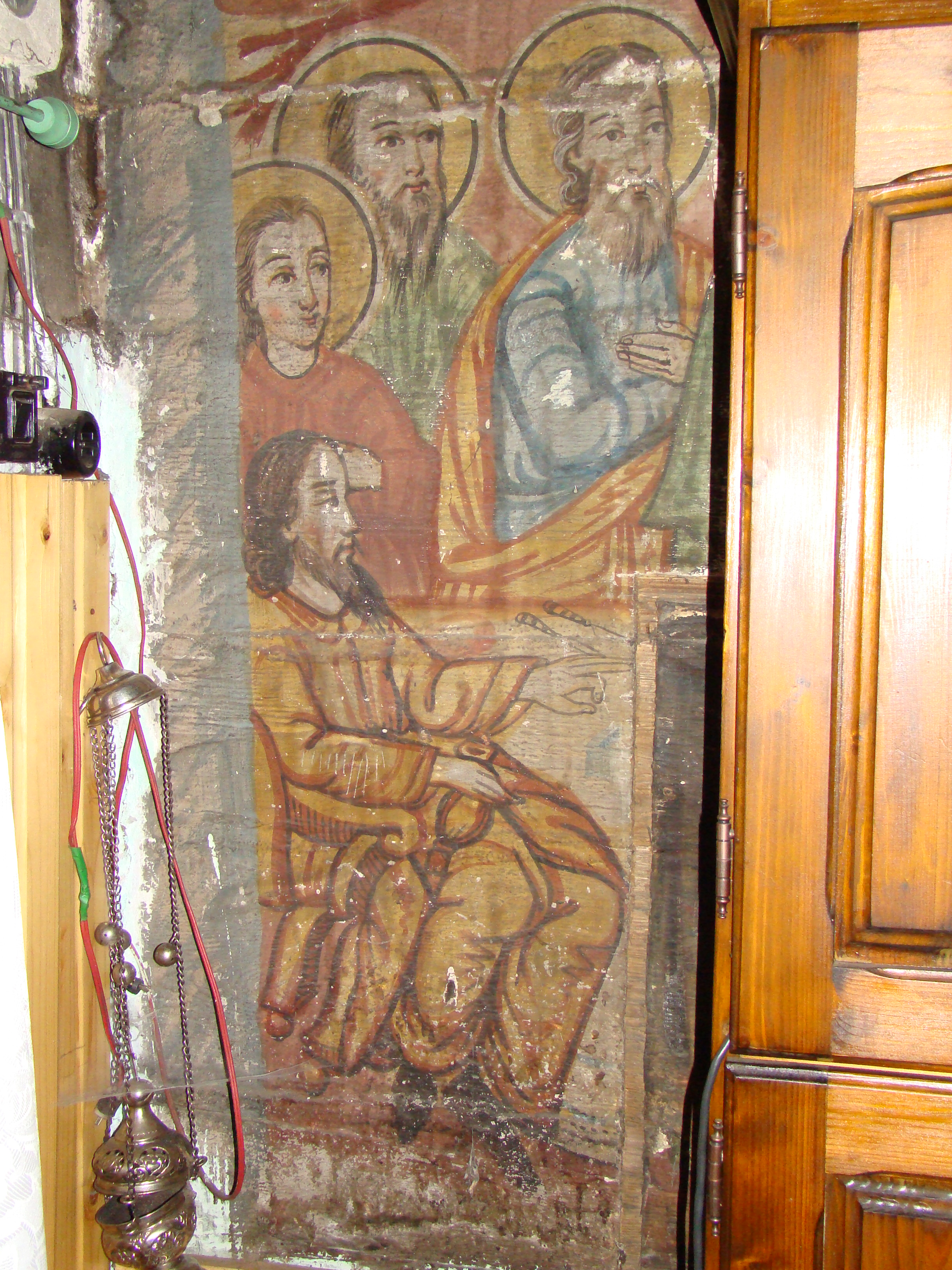
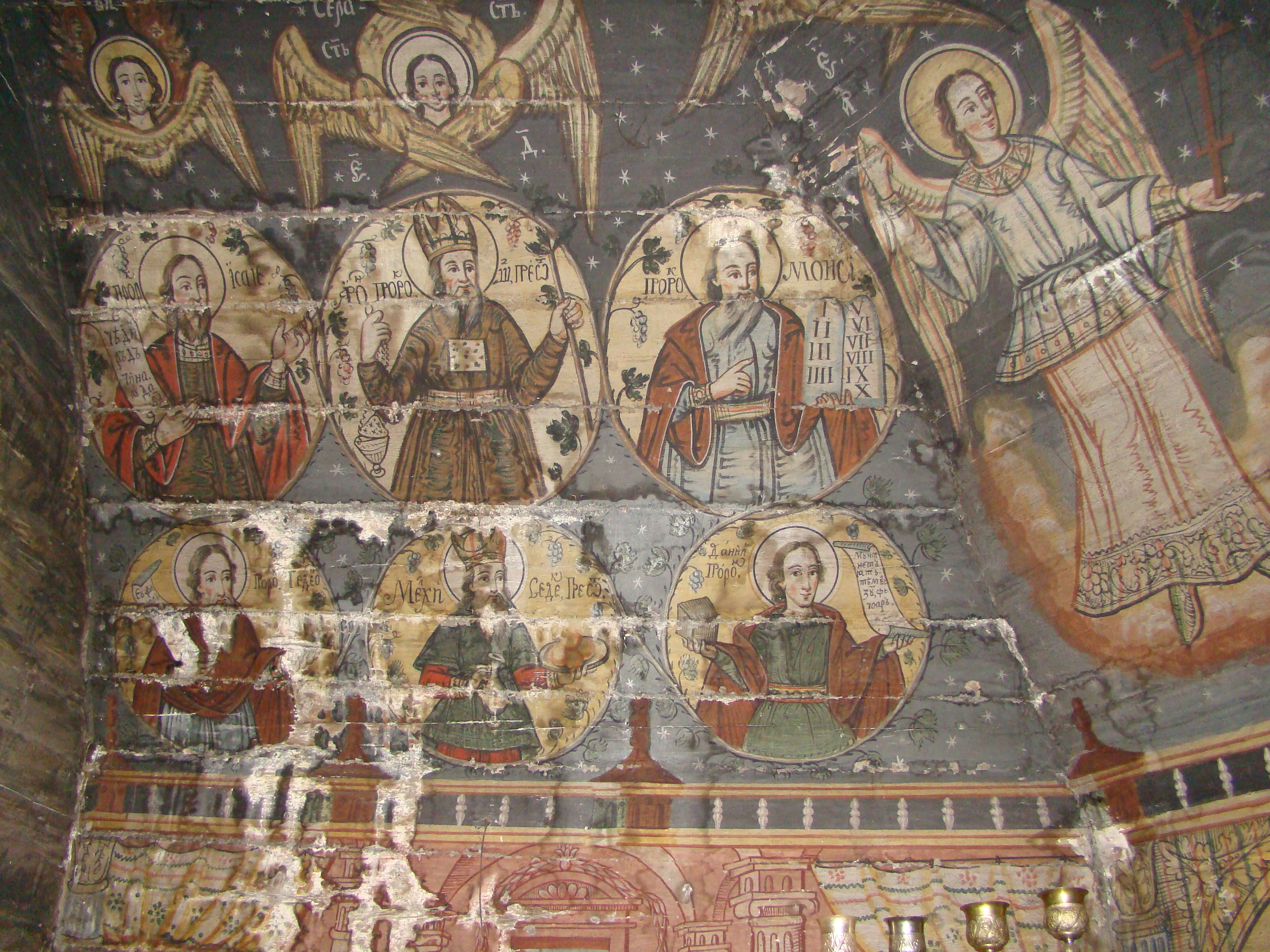
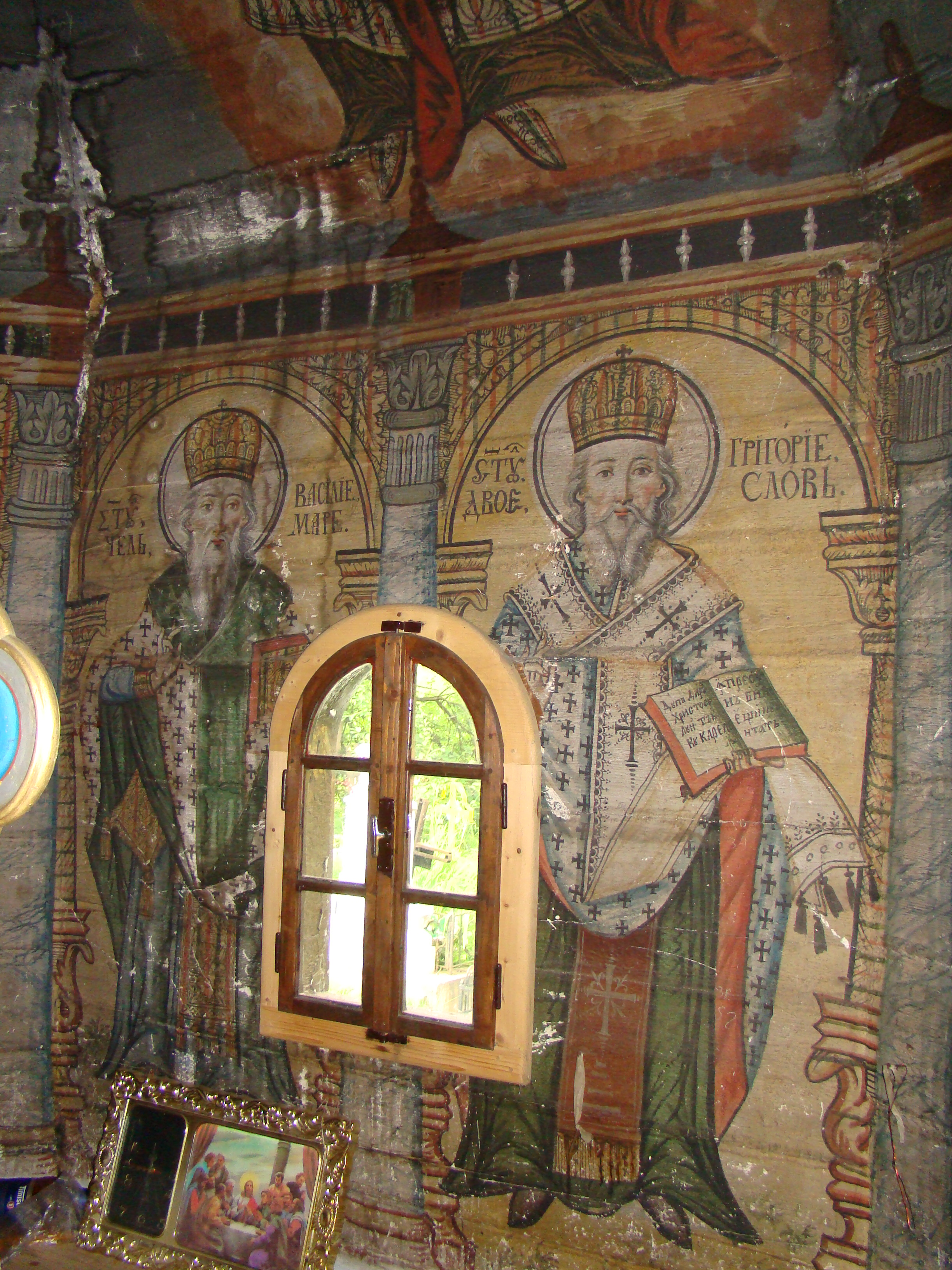
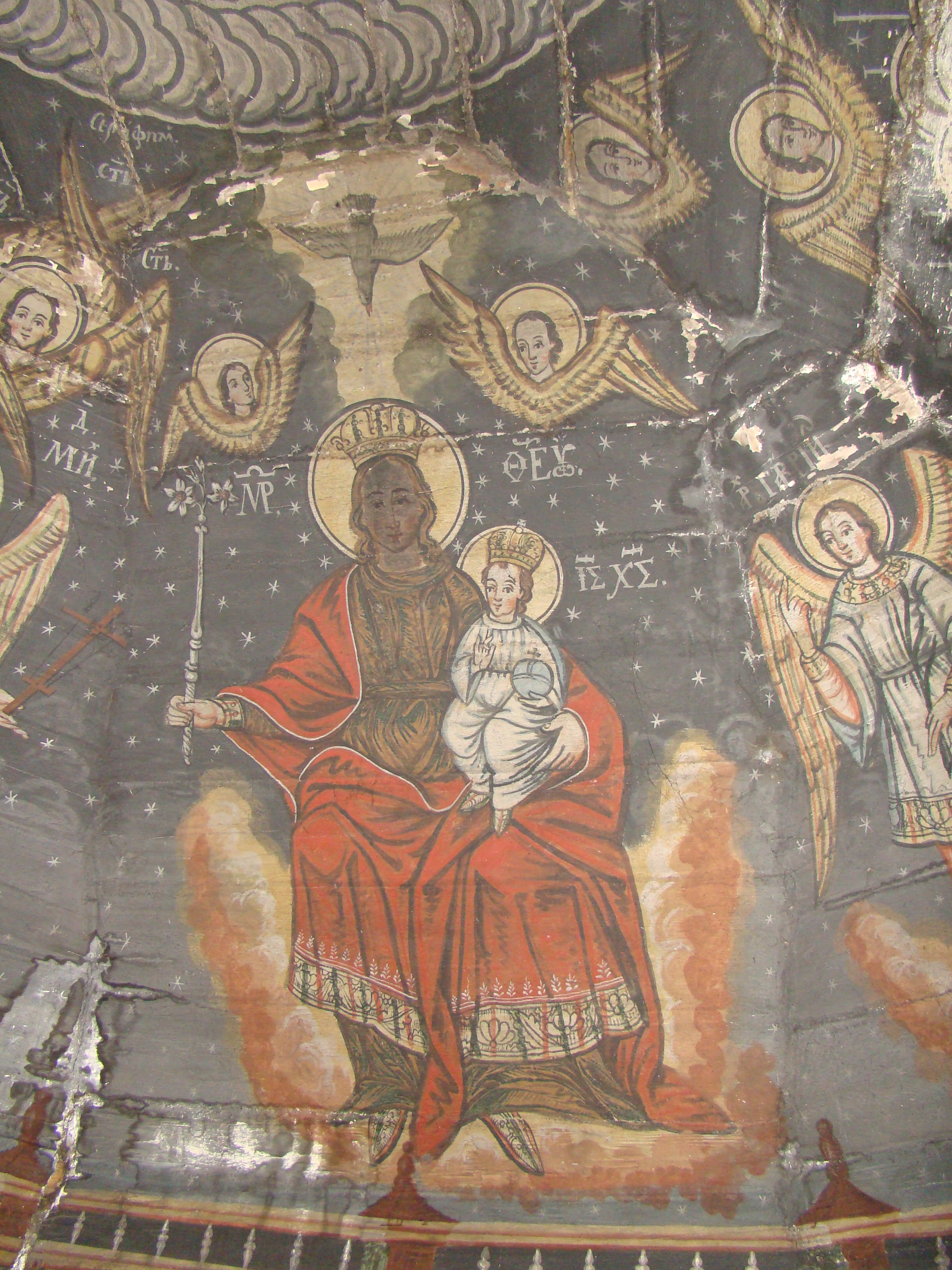
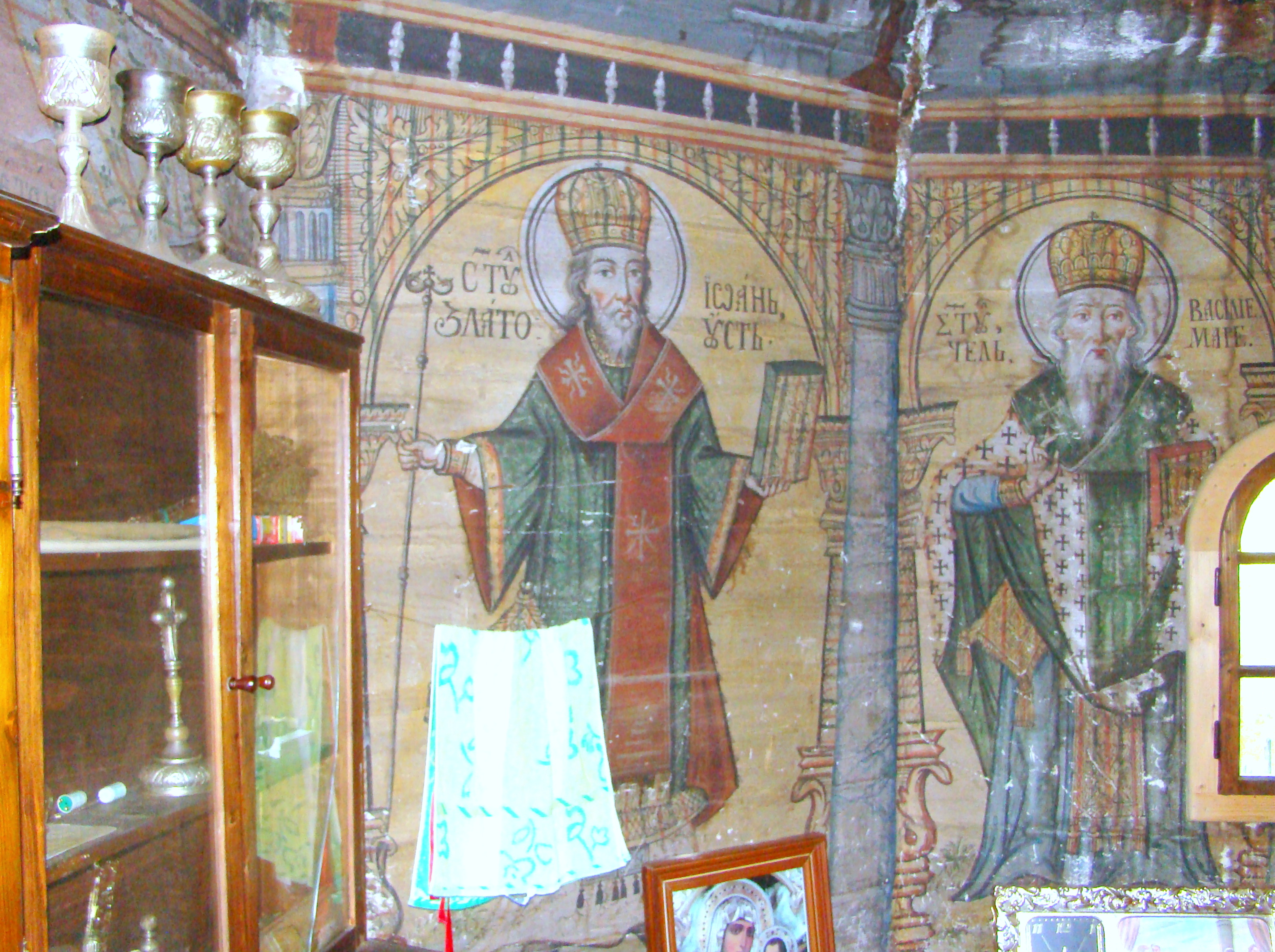
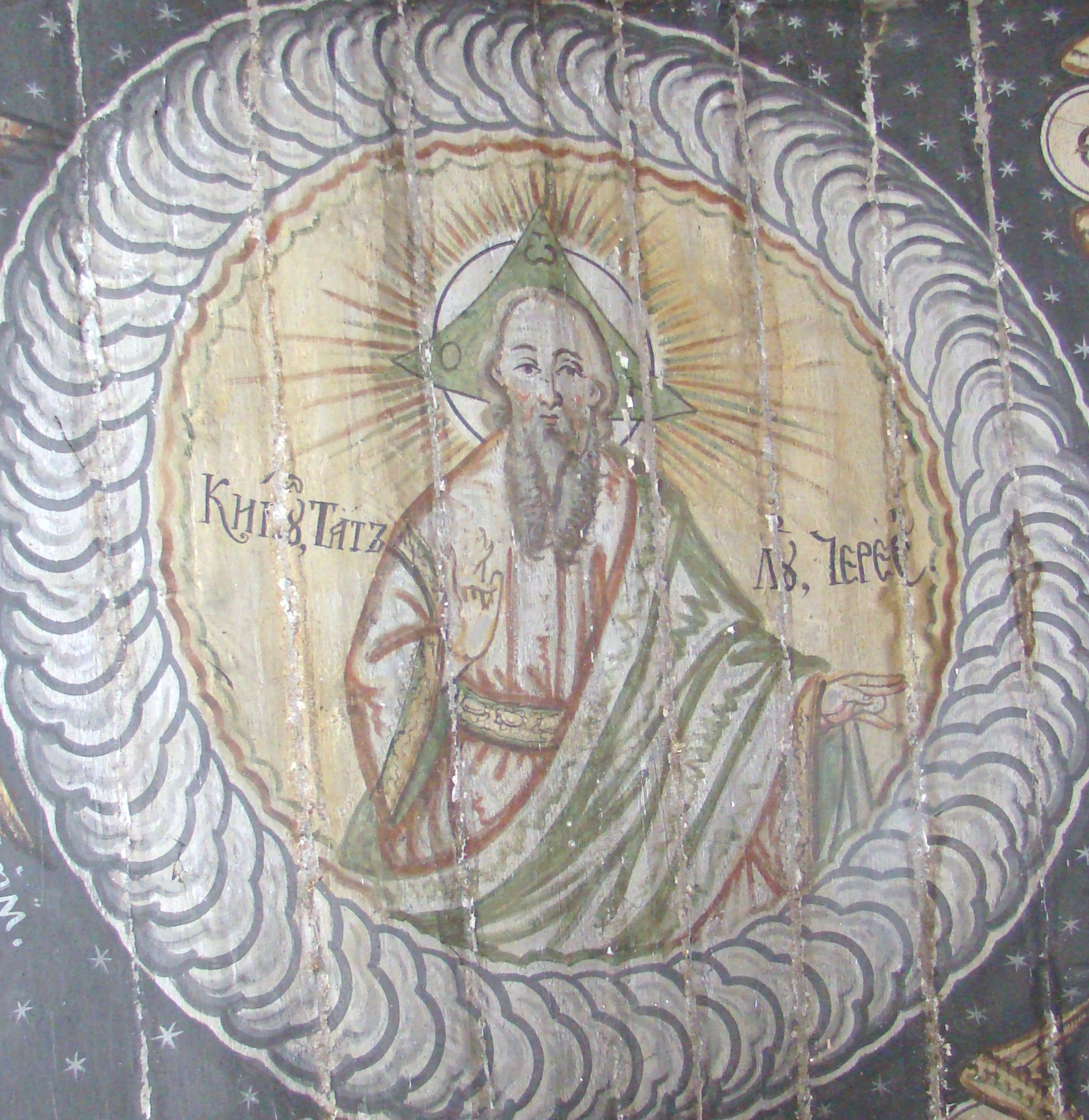
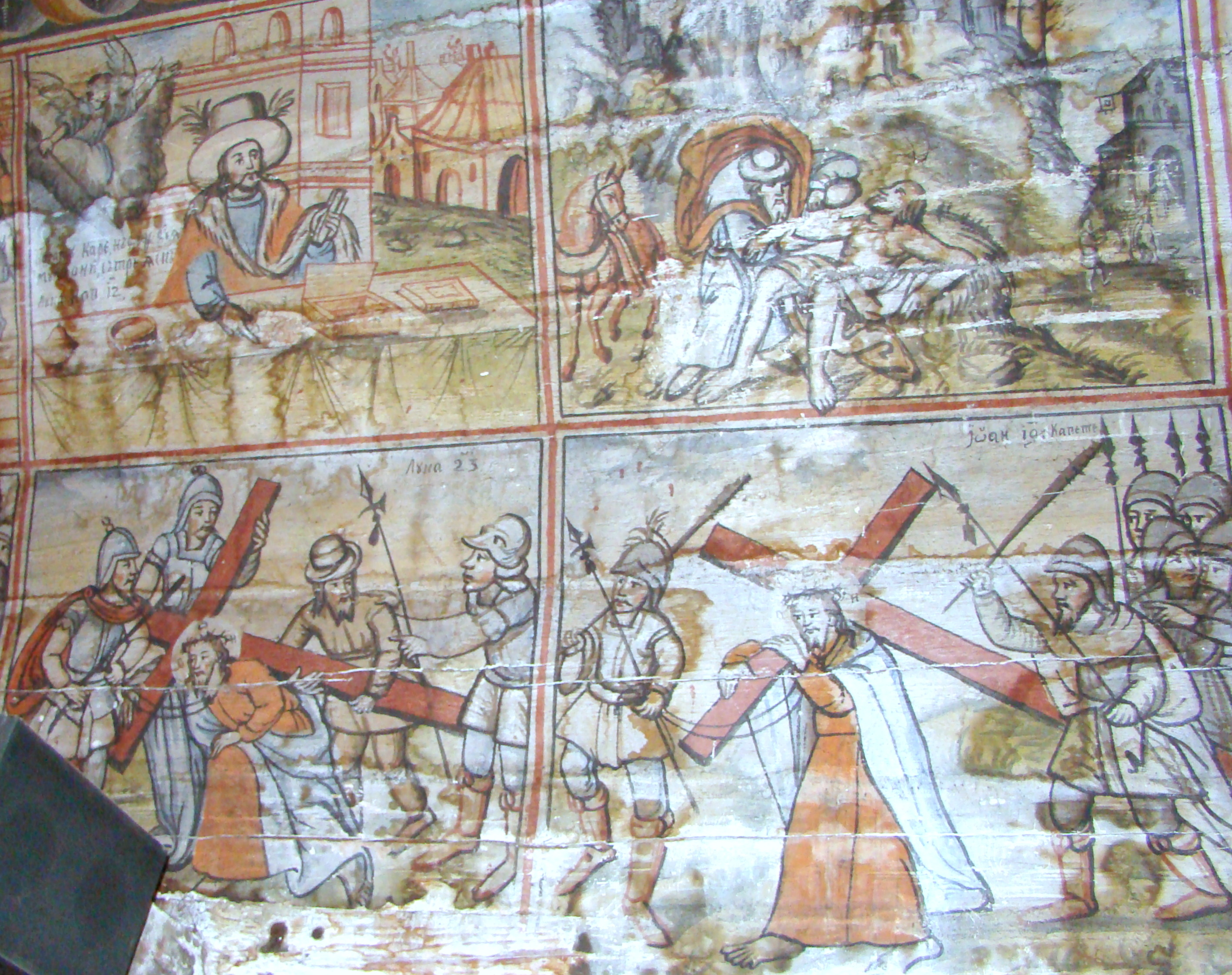
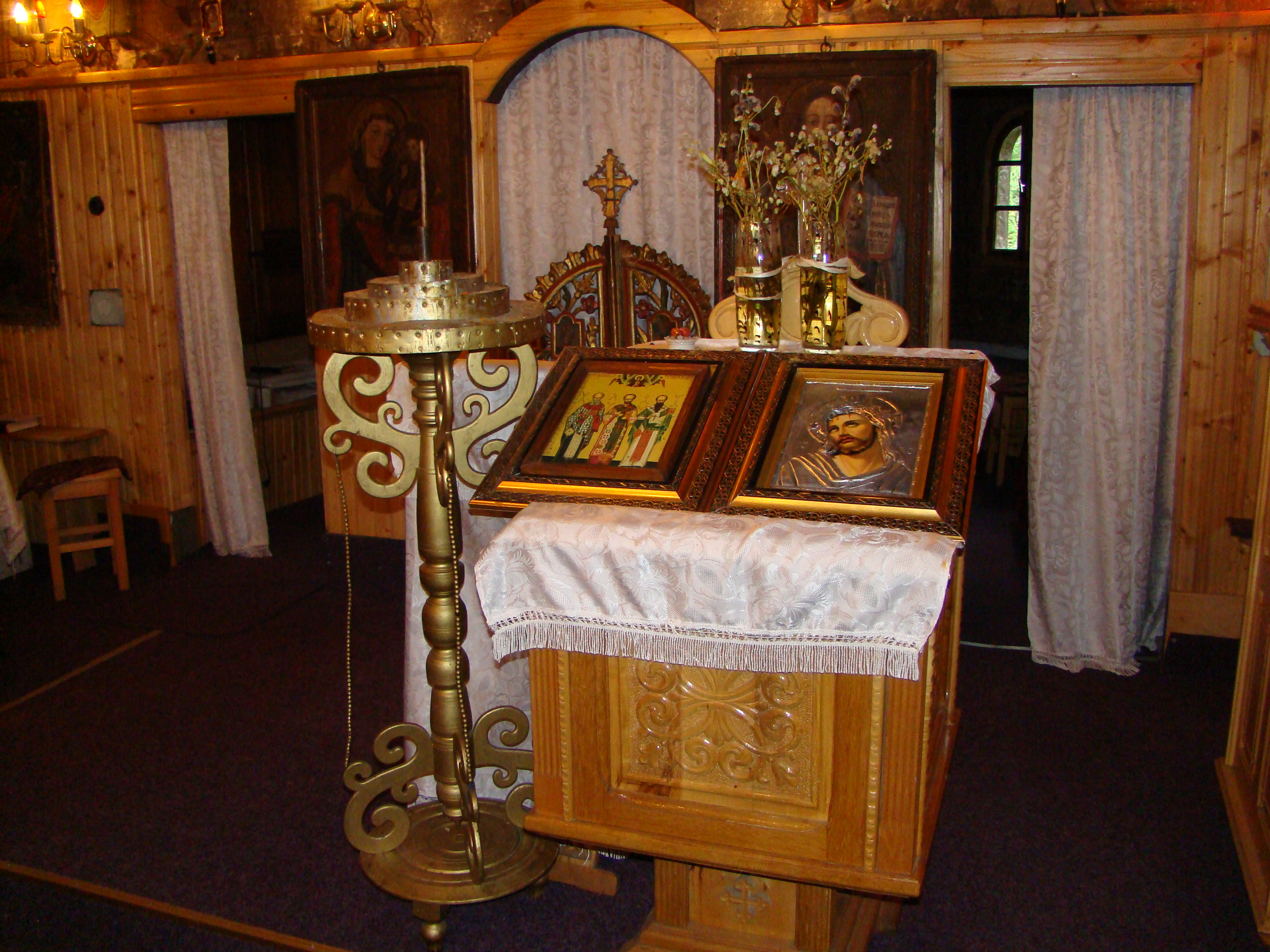